# Actinopteri
Actinoptères
Pour la classification classique, voir Actinopterygii (classification classique). Pour la classification phylogénétique, voir Actinopterygii (classification phylogénétique).
Classe
Sous-classes de rang inférieur
- Chondrostei
- Neopterygii

Classification phylogénétique
- Ostéichthyens
  - Actinoptérygiens
    - Cladistiens
    - Actinoptères
      - Chondrostéens
      - Néoptérygiens
        - Halécostomes
          - Halécomorphes
          - Téléostéens

        - Ginglymodes

  - Sarcoptérygiens

La classe des actinoptères (Actinopteri) rassemble la quasi-totalité des poissons à nageoires rayonnées actuels. Ce clade est en rivalité, suivant les sources, avec son synonyme Actinopterygii.
Les actinoptérygiens composent avec les sarcoptérygiens (« poissons à nageoires charnues » et tétrapodes) le groupe des osteichthyens. Les sous-classes sont les chondrostéens et les néoptérygiens.

## Description
Les caractères propres sont :
- Sacs aériens (ou vessie gazeuse) connectés dorsalement au tube digestif (connexion perdue secondairement chez certains téléostéens).
- Écailles transformées en « fulcres » sur l'arête antérieure de chaque nageoire.
- Présence d'un nouvel os dans la mandibule inférieure le « supra-angulaire ».
- Toutes les nageoires sont rayonnées, contrairement aux cladistiens (nageoires avant charnues) et aux sarcoptérygiens (toutes nageoires charnues). Elles sont membraneuses entre les rayons osseux, articulés et parallèles, et peuvent donc se plier car ces rayons sont contrôlés par des muscles.
- Dans le sang, les hématies sont nucléées, contrairement aux hématies des mammifères et donc de l'Homme[1].

## Liste des ordres
La classe des actinoptérygiens comporte 46 ordres actuels, largement dominés par celui des Perciformes, qui regroupe à lui seul 40 % des espèces de poissons connues.
Selon World Register of Marine Species (7 août 2015) (qui ne reconnaît pas les sous-classes, issues d'ITIS) :
- sous-classe Chondrostei
- ordre Acipenseriformes -- Esturgeons et apparentés
- ordre Polypteriformes -- Poissons pulmonés (Afrique)
- sous-classe Neopterygii
- ordre Albuliformes
- ordre Amiiformes -- Poisson-castor
- ordre Anguilliformes -- Anguilles, congres et murènes
- ordre Ateleopodiformes
- ordre Atheriniformes -- Athérines
- ordre Aulopiformes -- Poissons-lézards
- ordre Batrachoidiformes
- ordre Beloniformes -- Aiguilles, demi-becs et poissons-volants
- ordre Beryciformes -- Poissons-soldats et écureuils
- ordre Cetomimiformes
- ordre Characiformes -- Characins, piranhas, tétras...
- ordre Clupeiformes -- Harengs, sardines
- ordre Cypriniformes -- Carpes et apparentés
- ordre Cyprinodontiformes -- Nombreux poissons d'eau douce
- ordre Elopiformes -- guinées, tarpons
- ordre Esociformes -- Brochets
- ordre Gadiformes -- Morues
- ordre Gasterosteiformes -- Épinoches et apparentés
- ordre Gobiesociformes
- ordre Gonorhynchiformes -- Chanos
- ordre Gymnotiformes -- poissons électriques d'Amérique du Sud et poissons couteaux d'Amérique
- ordre Lampriformes -- Régalec et apparentés
- ordre Lepisosteiformes -- Brochets crocodiles
- ordre Lophiiformes -- Baudroies, antennaires et apparentés
- ordre Mugiliformes -- Mulets
- ordre Myctophiformes -- Poissons-lanternes
- ordre Notacanthiformes -- poissons-tapirs à épines
- ordre Ophidiiformes -- Poissons-perles et apparentés
- ordre Osmeriformes -- Éperlans
- ordre Osteoglossiformes -- Aruanas et apparentés (poissons cuirassés)
- ordre Perciformes -- Ordre principal des poissons, 40 % des espèces connues
- ordre Percopsiformes
- ordre Pleuronectiformes -- Soles, turbots et autres poissons plats
- ordre Polymixiiformes
- ordre Saccopharyngiformes -- Grandgousiers
- ordre Salmoniformes -- Saumons, truites et apparentés
- ordre Scorpaeniformes -- Rascasses, grondins, poissons-scorpions, poissons-pierres
- ordre Siluriformes -- Poissons-chats et silures
- ordre Stephanoberyciformes
- ordre Stomiiformes
- ordre Synbranchiformes -- Anguilles épineuses
- ordre Syngnathiformes -- Hippocampes, syngnathes et apparentés
- ordre Tetraodontiformes -- Balistes, poissons-ballons, poissons-coffres et apparentés
- ordre Zeiformes -- Saint-Pierres

## Galerie

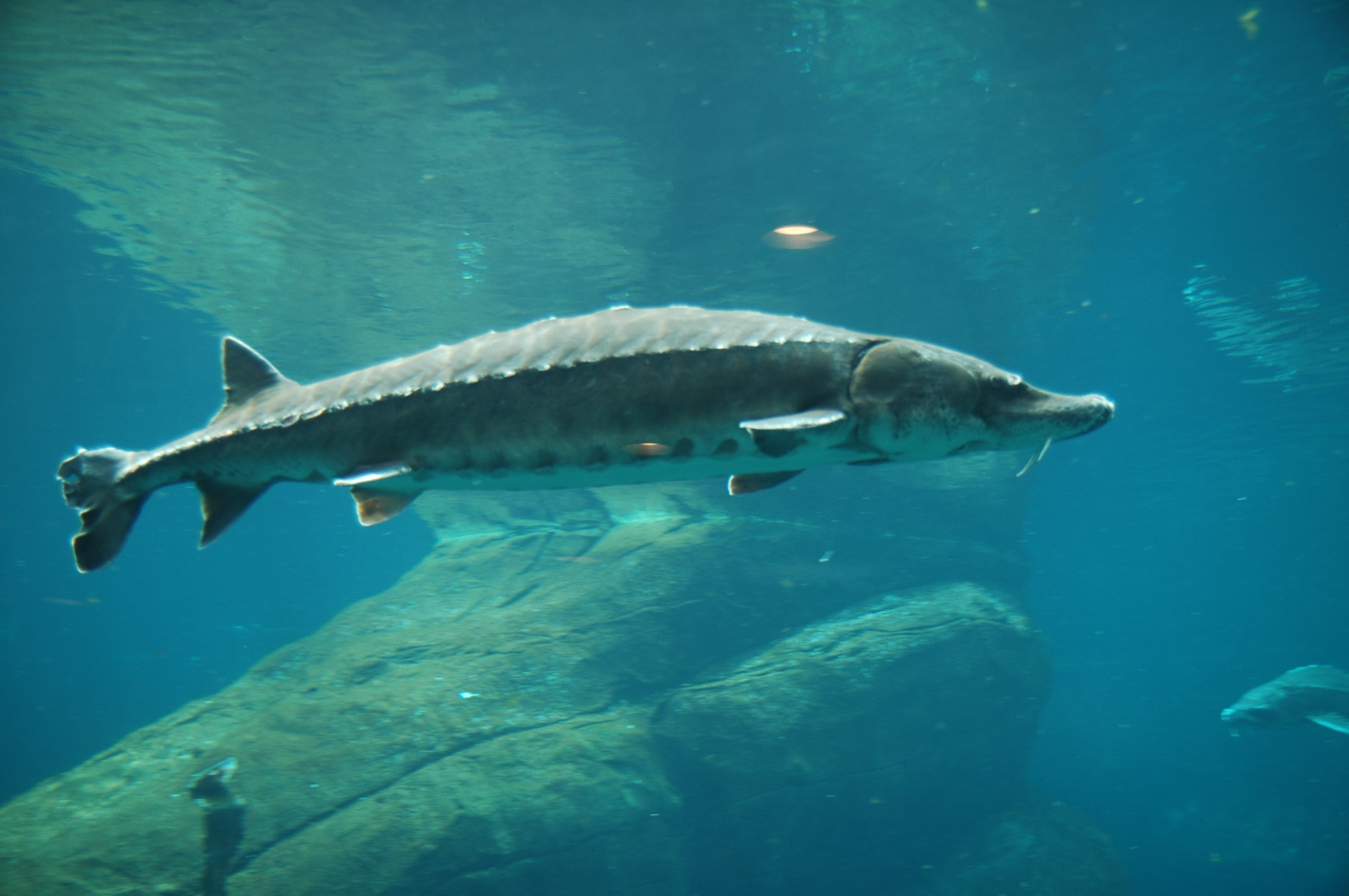
Acipenser oxyrinchus (Acipenseriformes)
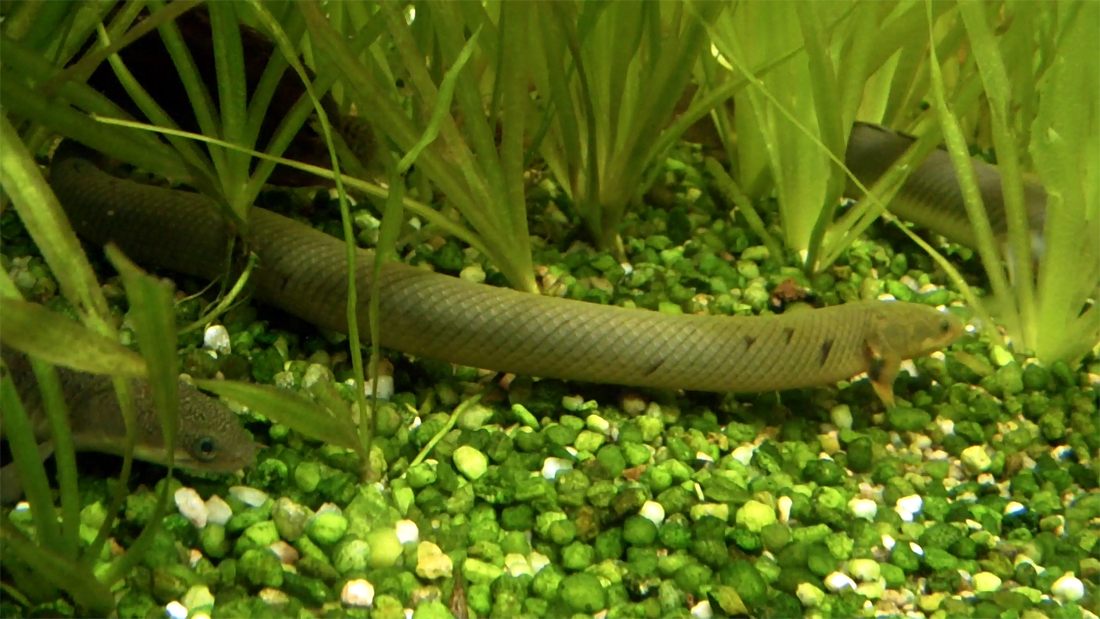
Erpetoichthys calabaricus (Polypteriformes)
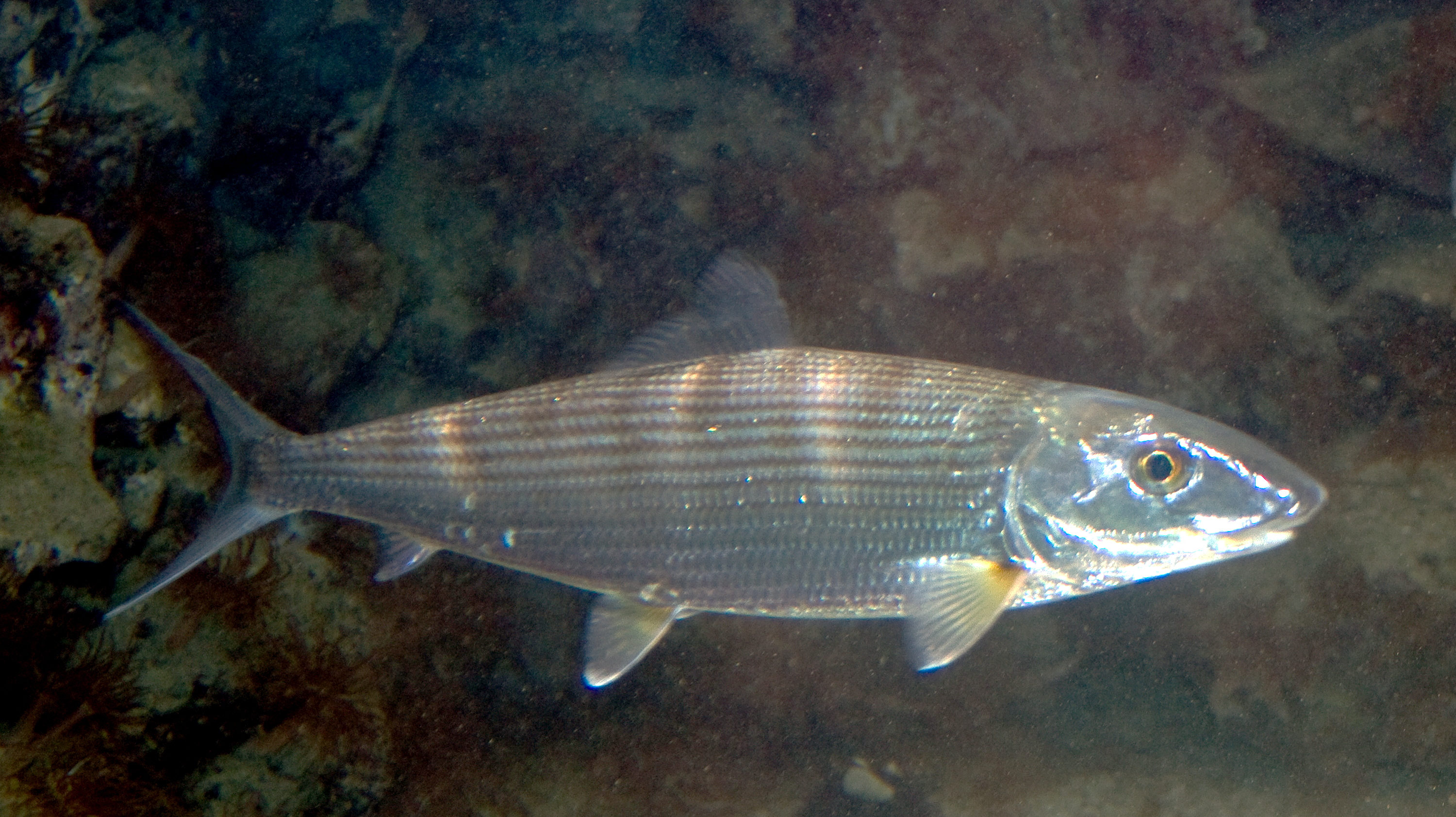
Albula vulpes  (Albuliformes)
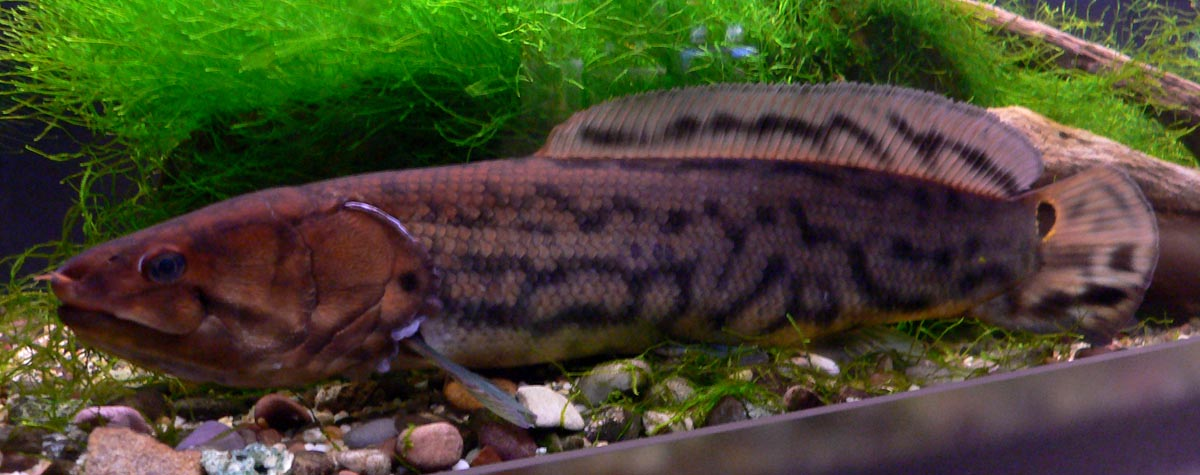
Amia calva (Amiiformes)
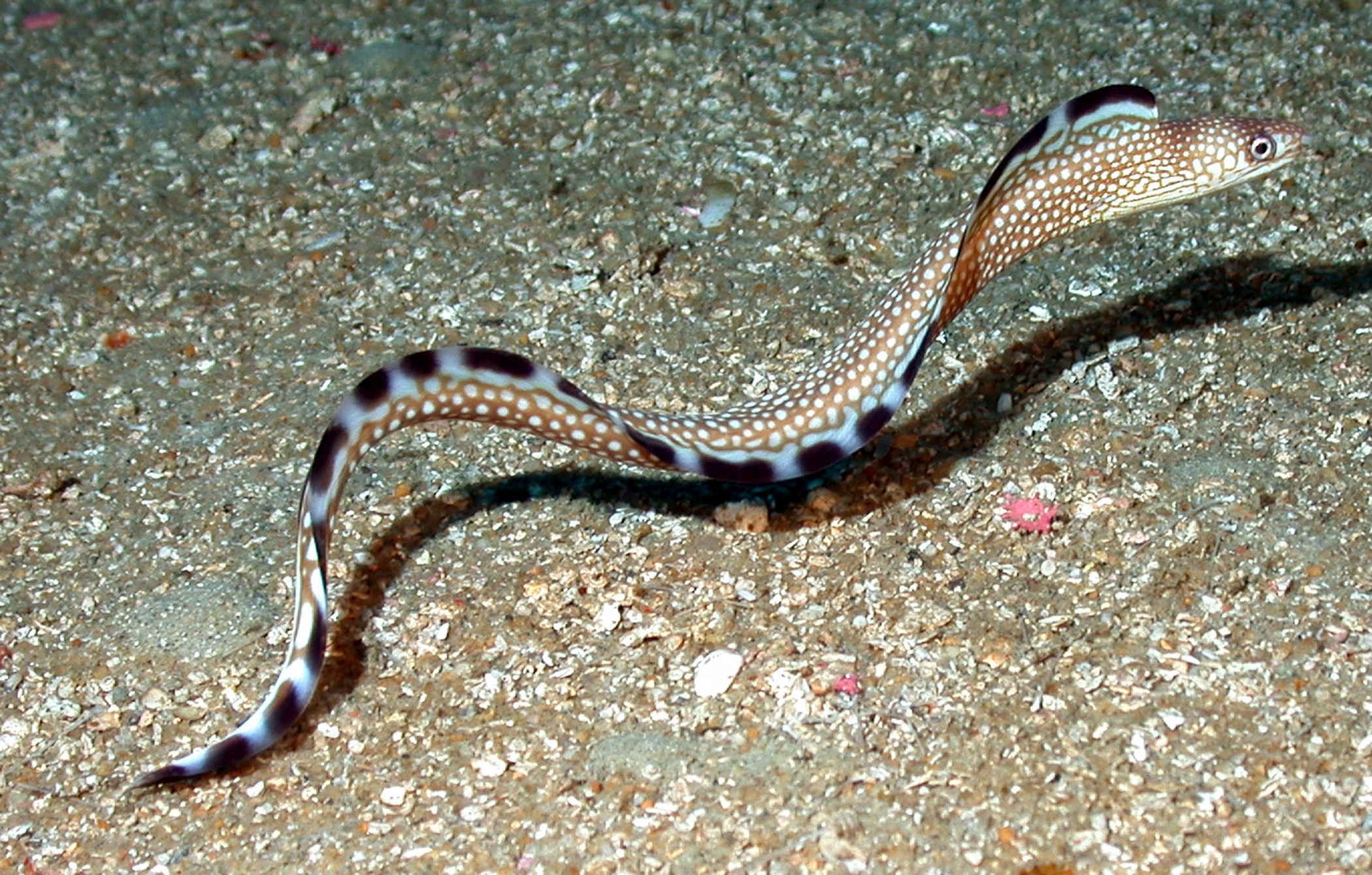
Gymnothorax saxicola (Anguilliformes)
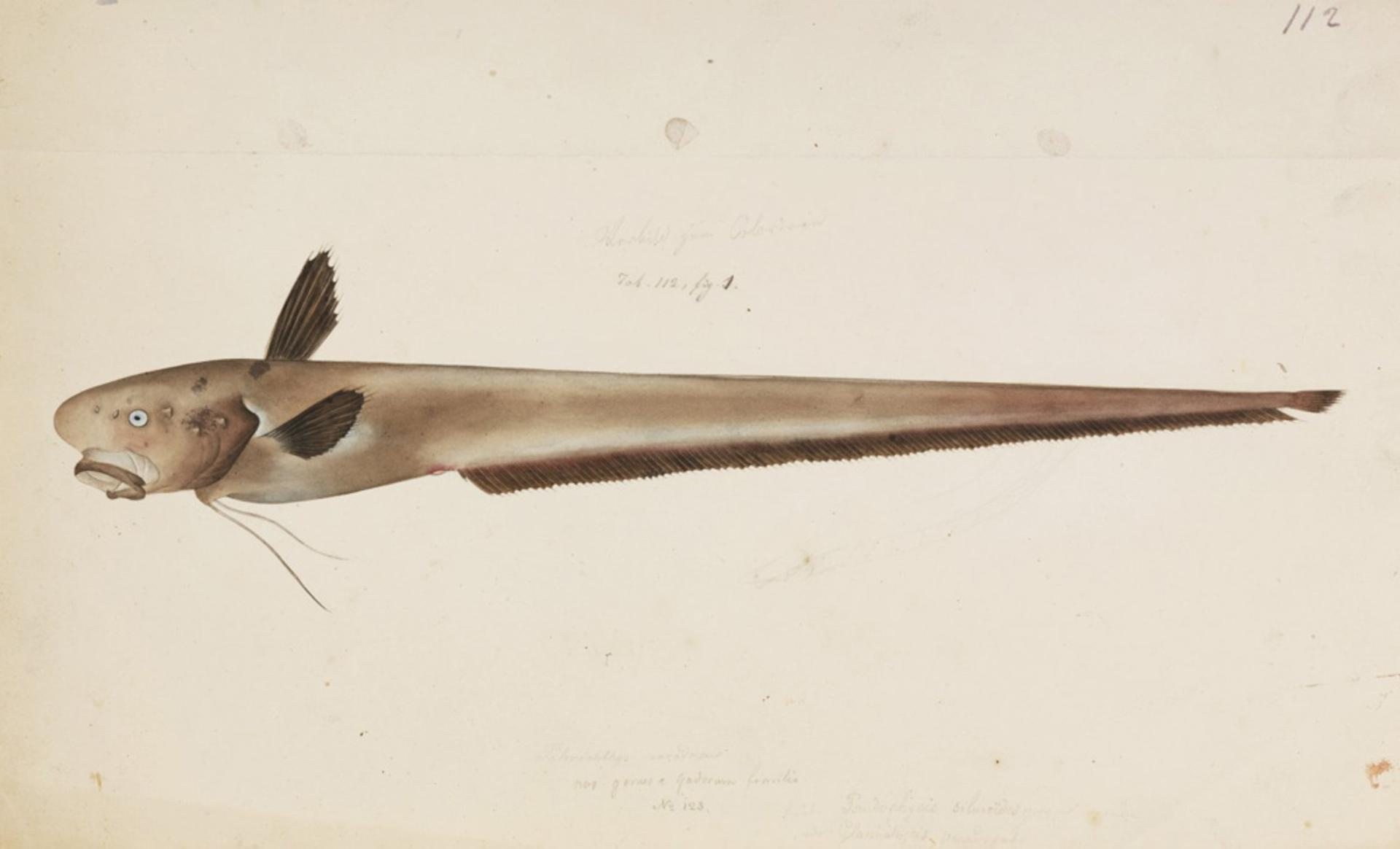
Ateleopus japonicus (Ateleopodiformes)
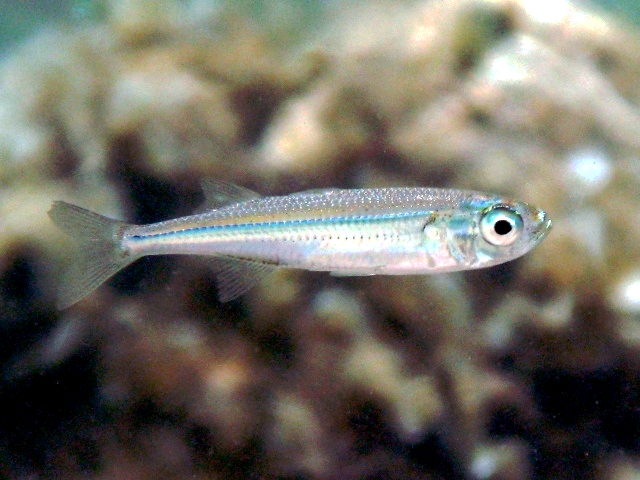
Atherina boyeri (Atheriniformes)
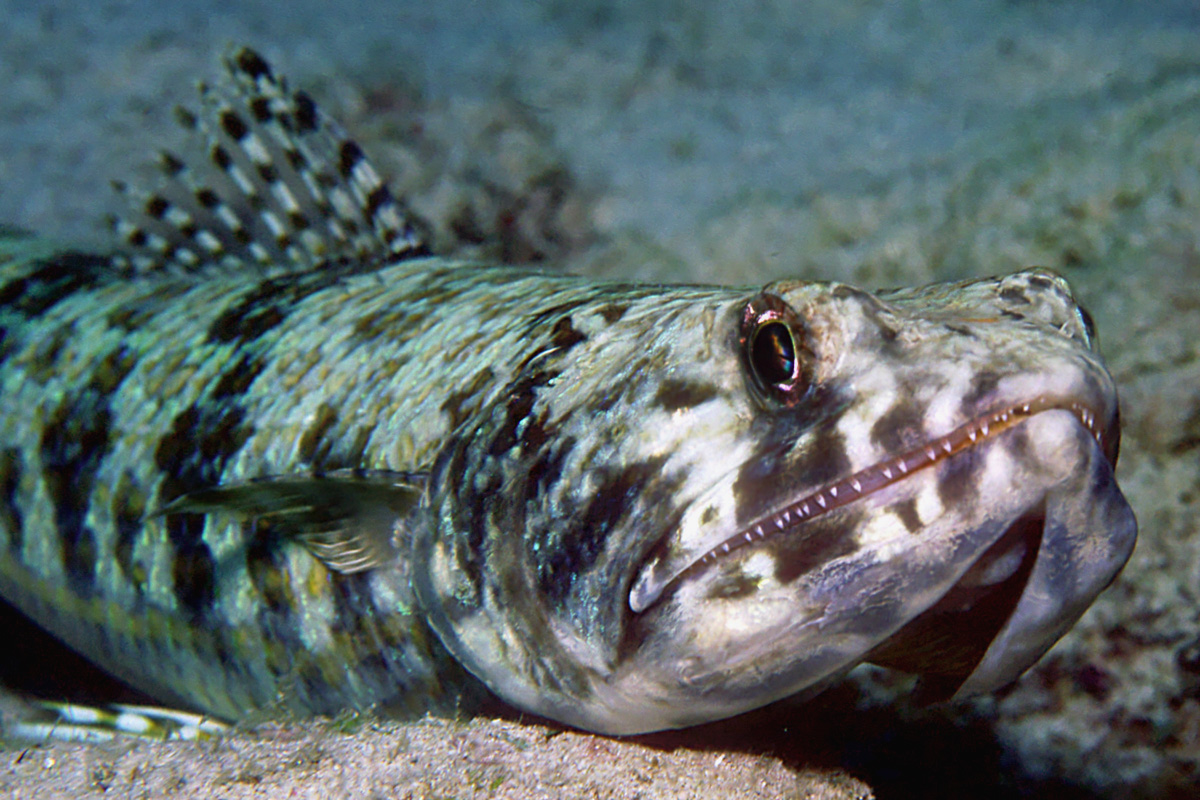
Synodus intermedius (Aulopiformes)
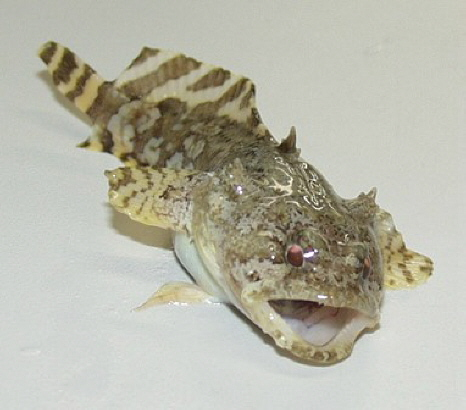
Opsanus beta (Batrachoidiformes)
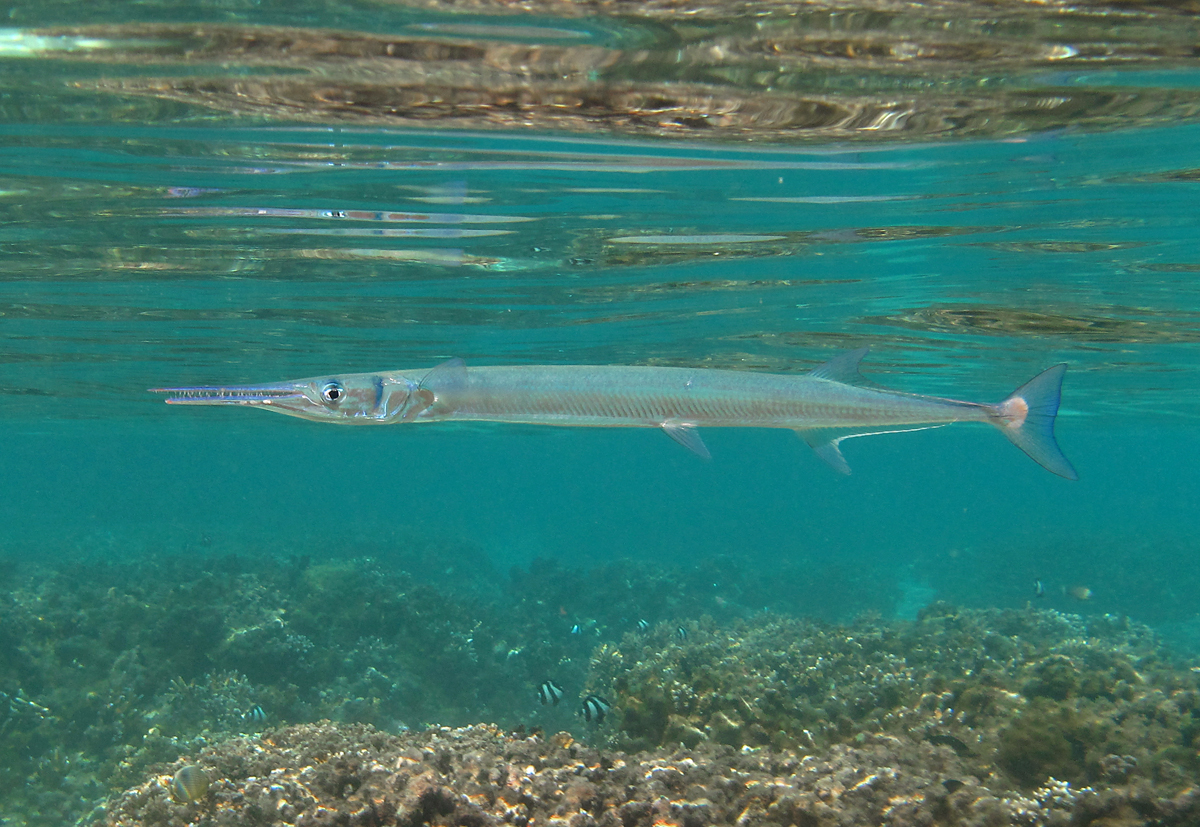
Tylosurus crocodilus (Beloniformes)
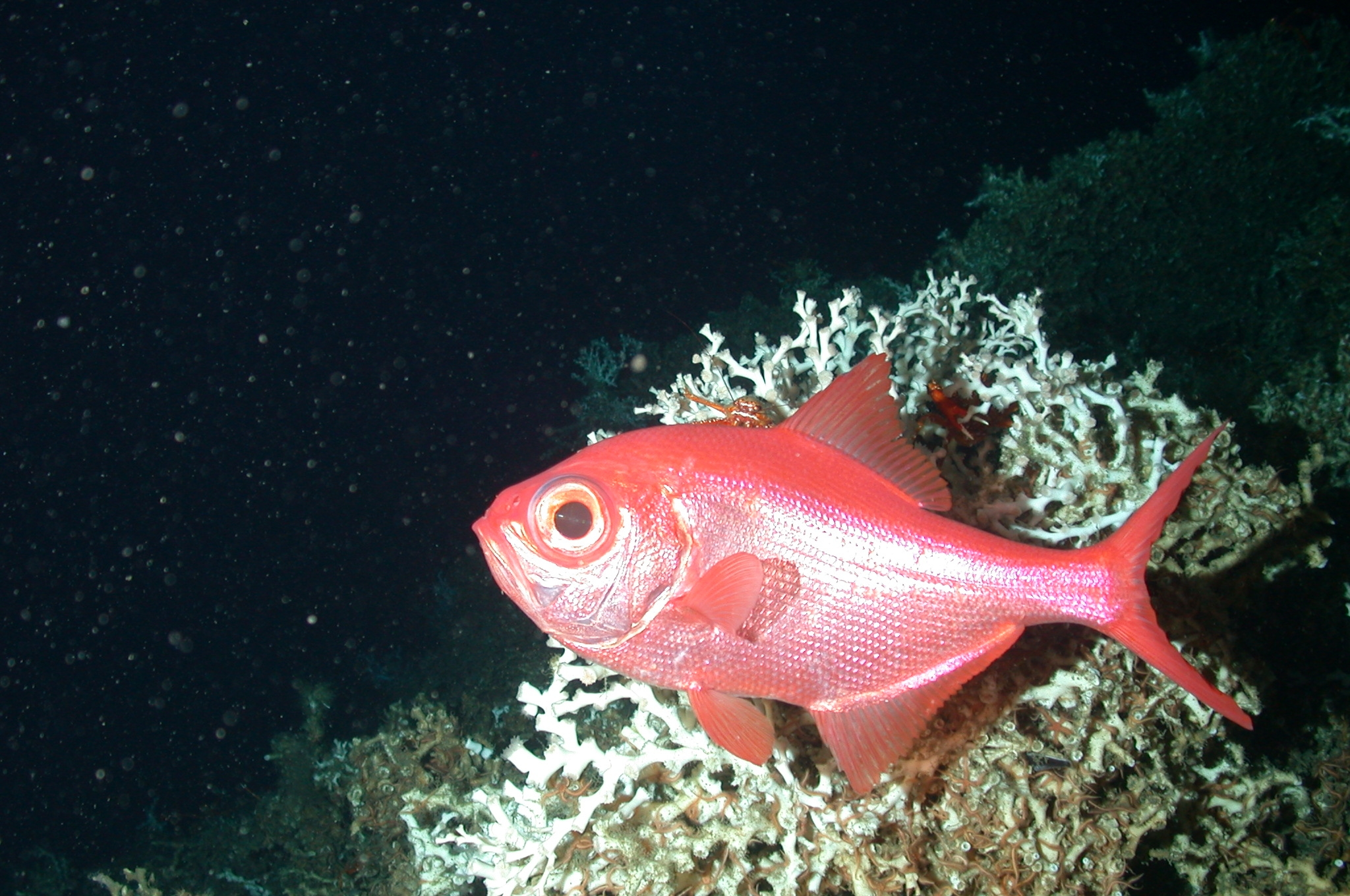
Beryx decadactylus (Beryciformes)
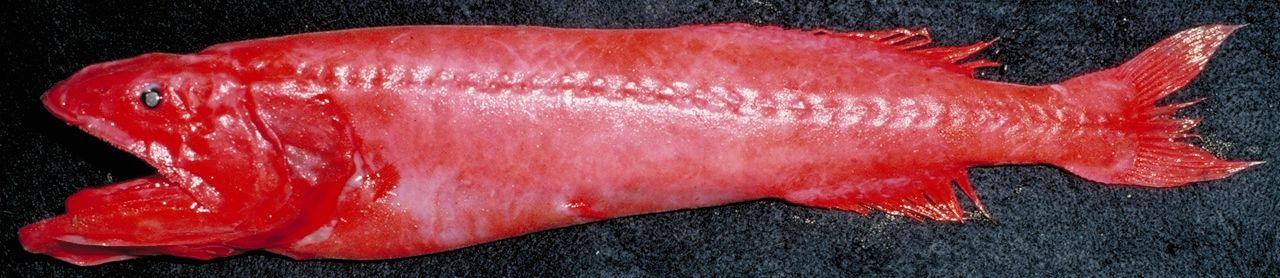
Barbourisia rufa (Cetomimiformes)
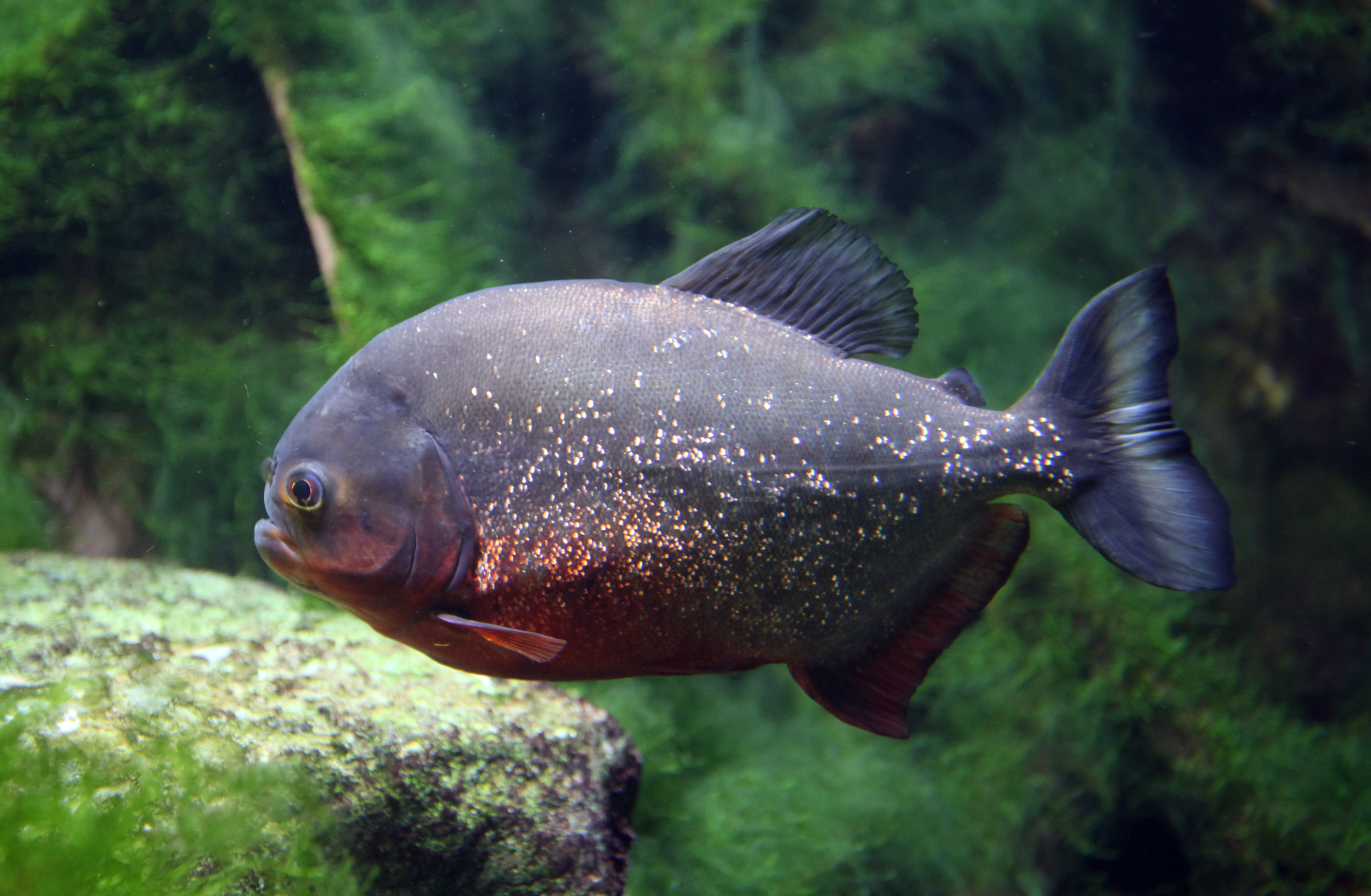
Pygocentrus nattereri (Characiformes)
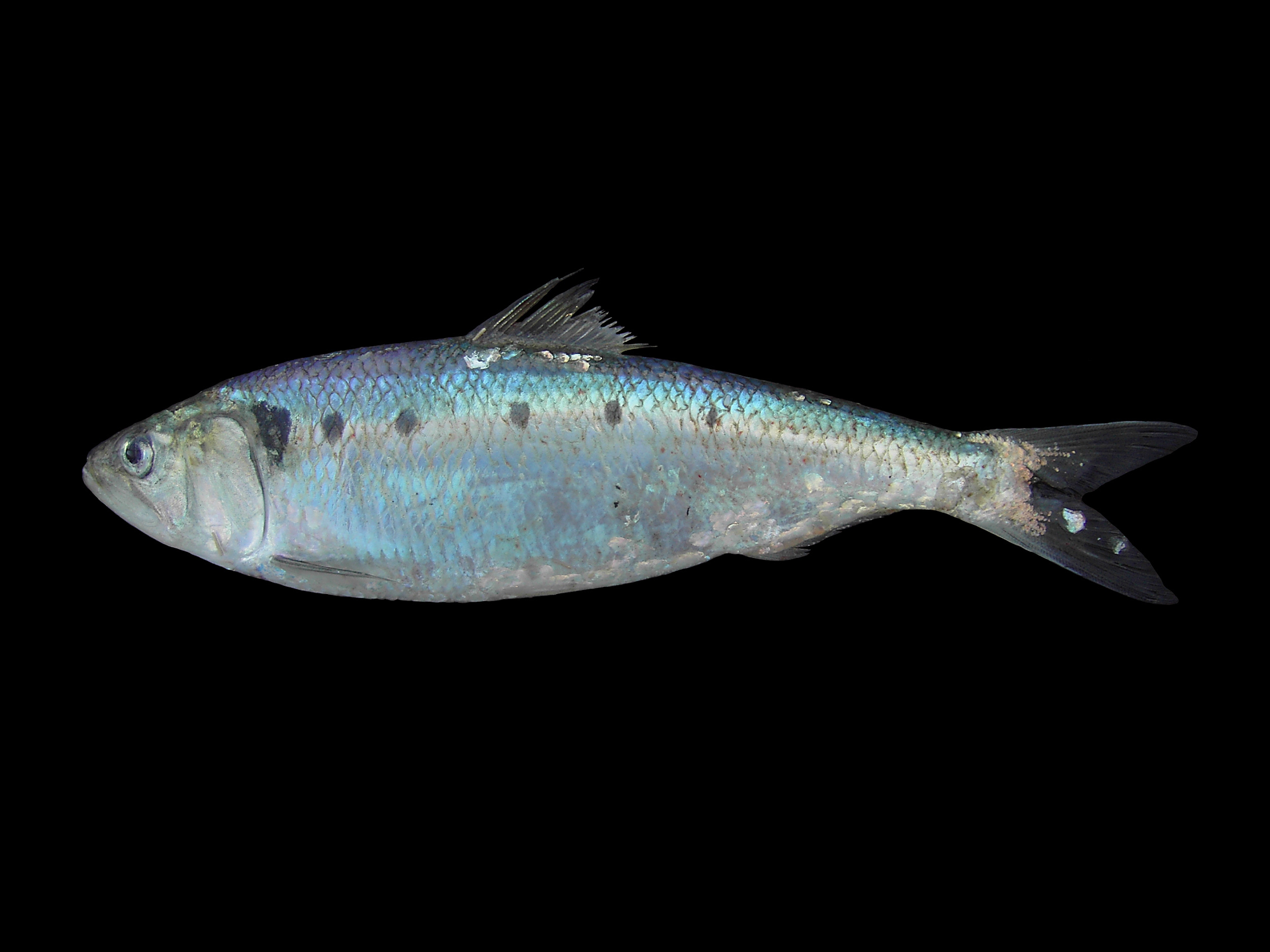
Alosa fallax (Clupeiformes)
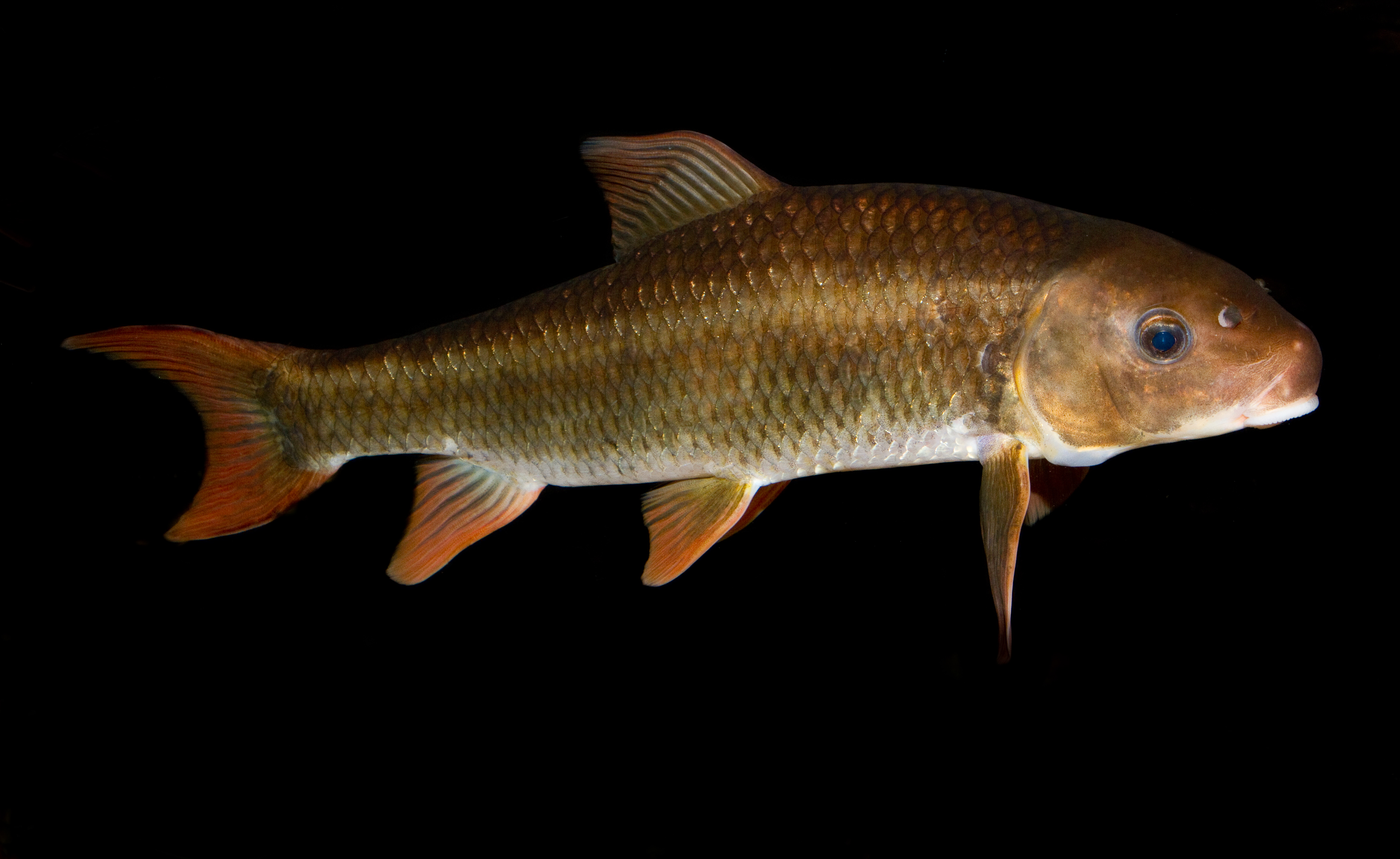
Moxostoma robustum (Cypriniformes)
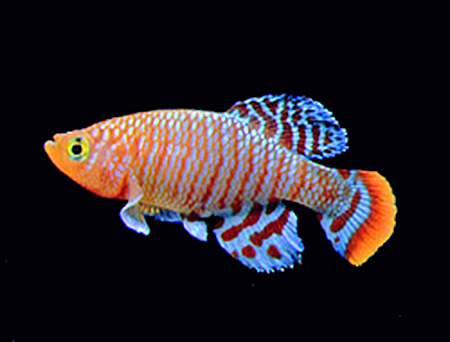
Nothobranchius rachovii (Cyprinodontiformes)
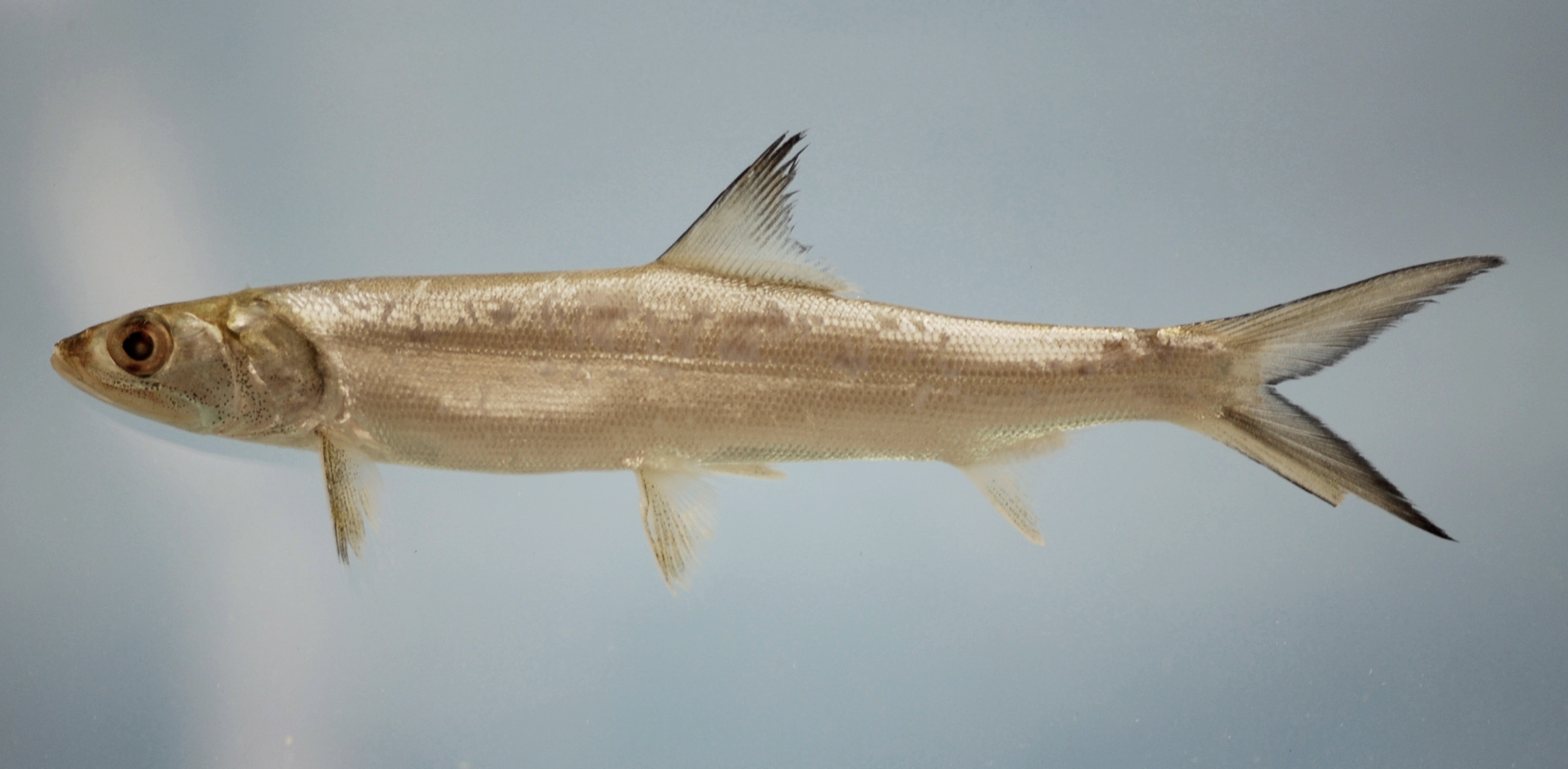
Elops saurus (Elopiformes)
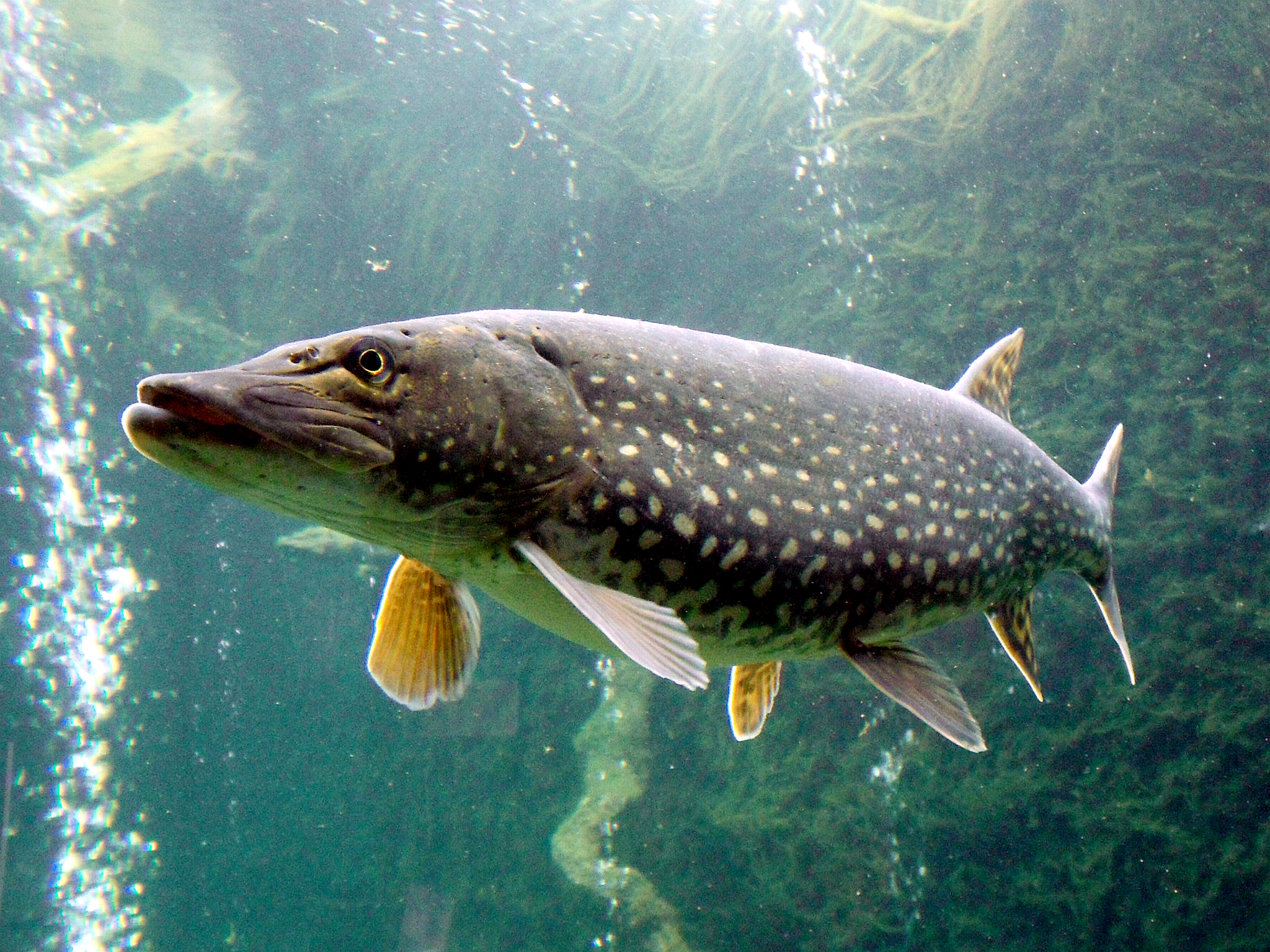
Esox lucius (Esociformes)
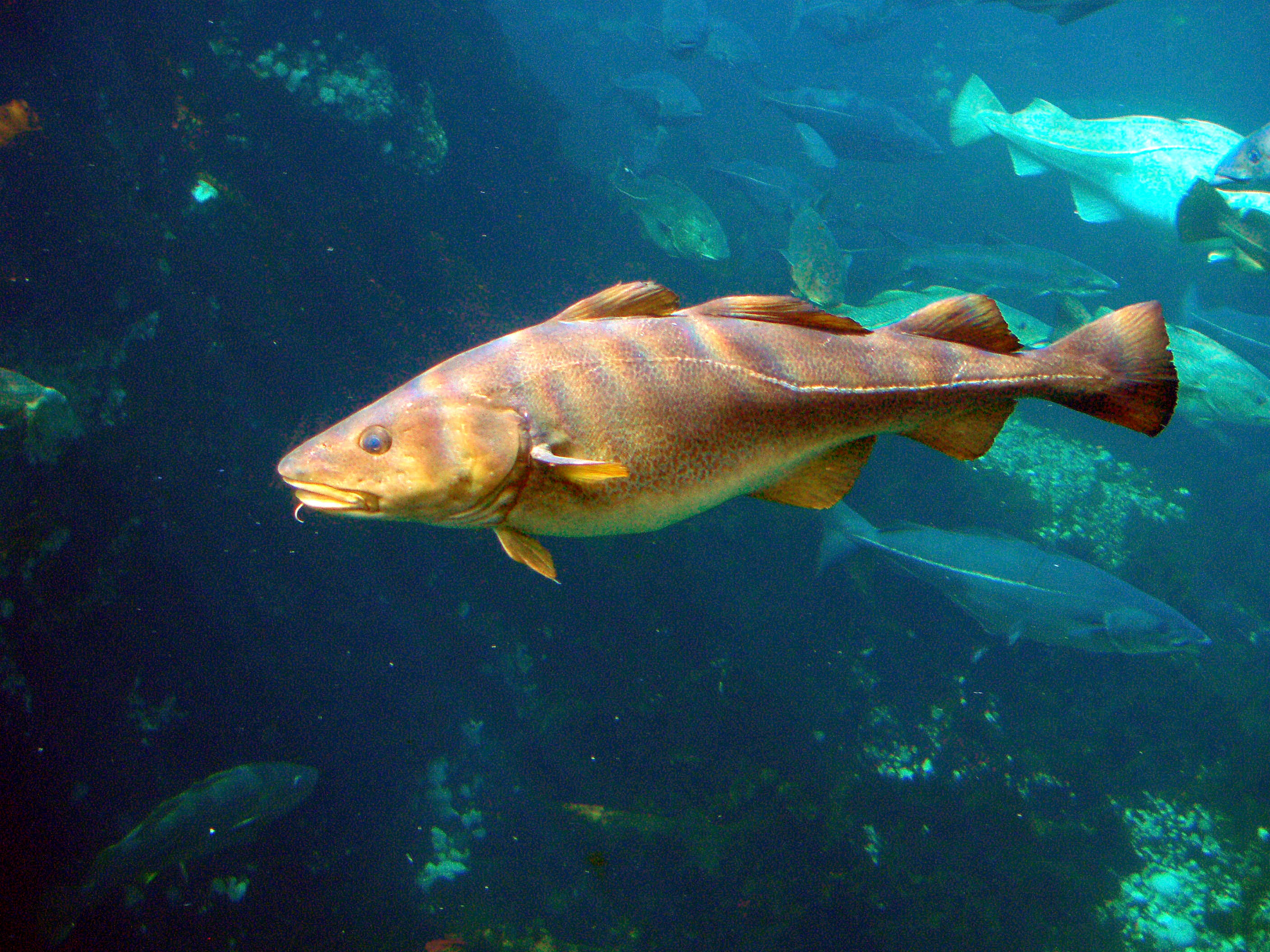
Gadus morhua (Gadiformes)
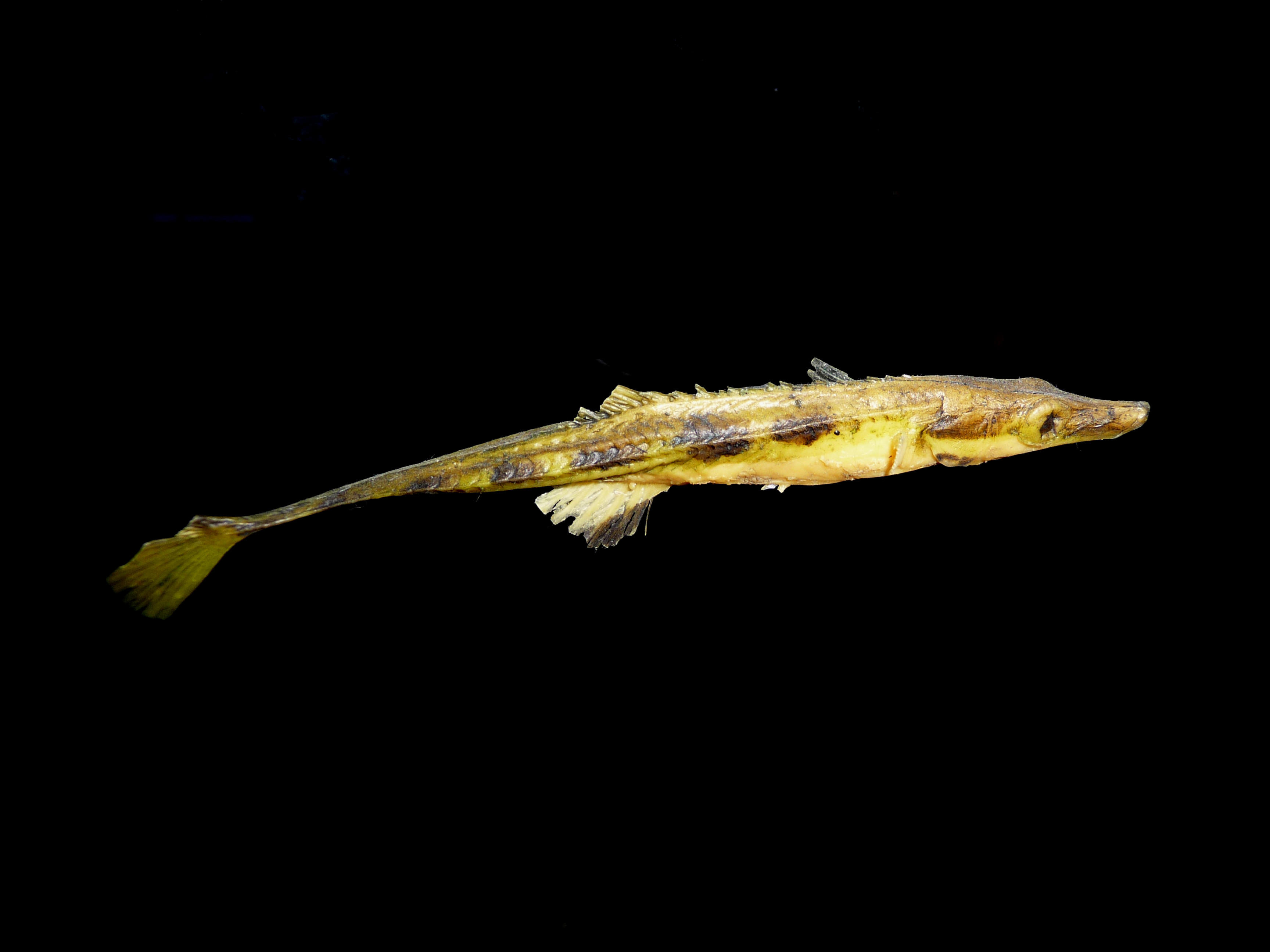
Spinachia spinachia (Gasterosteiformes)
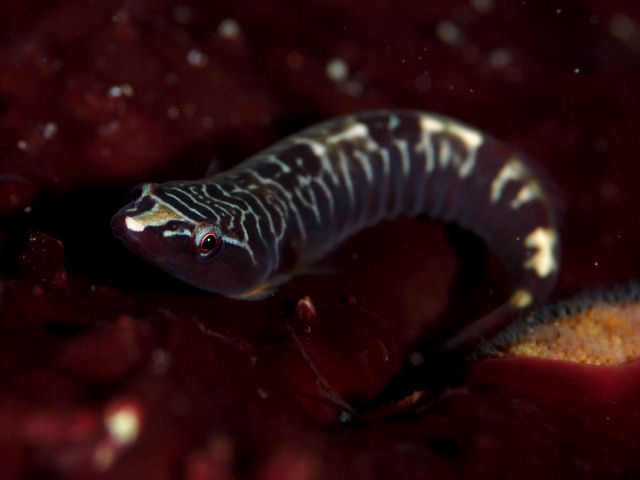
Pherallodus indicus (Gobiesociformes)
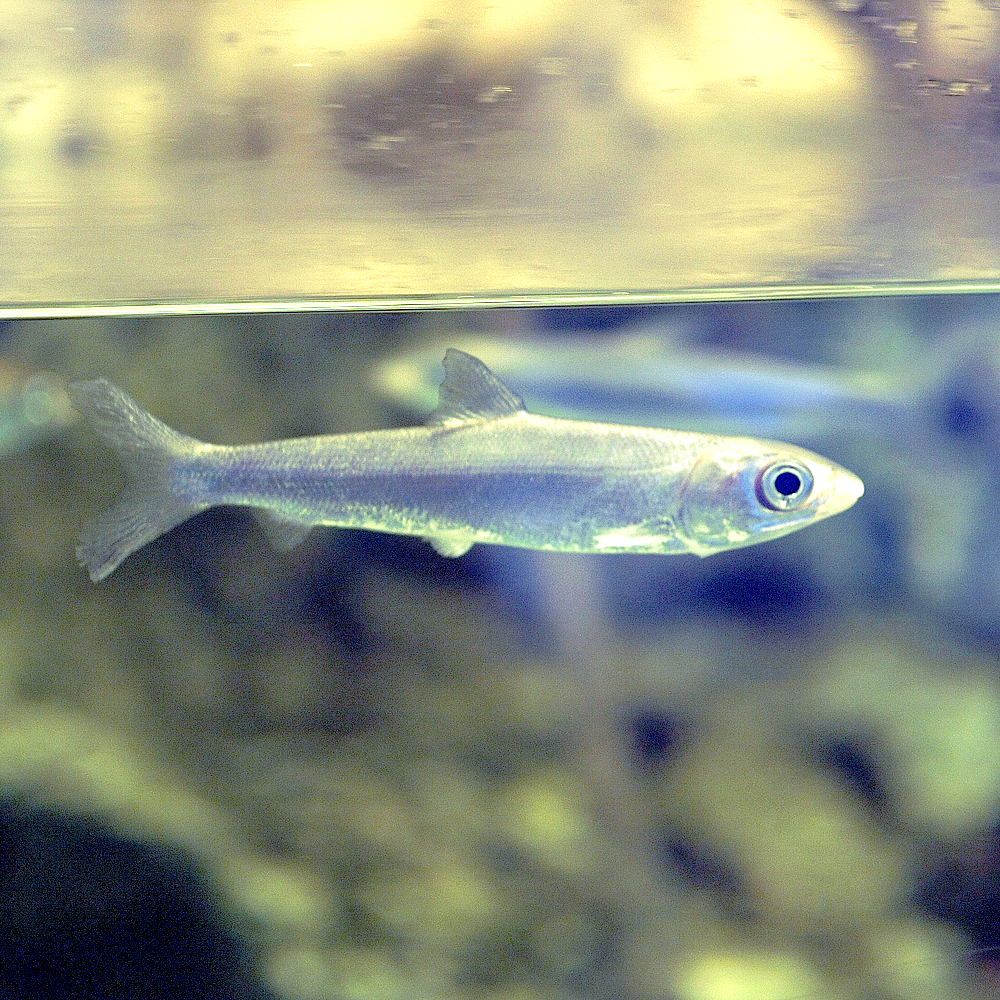
Chanos chanos (Gonorhynchiformes)
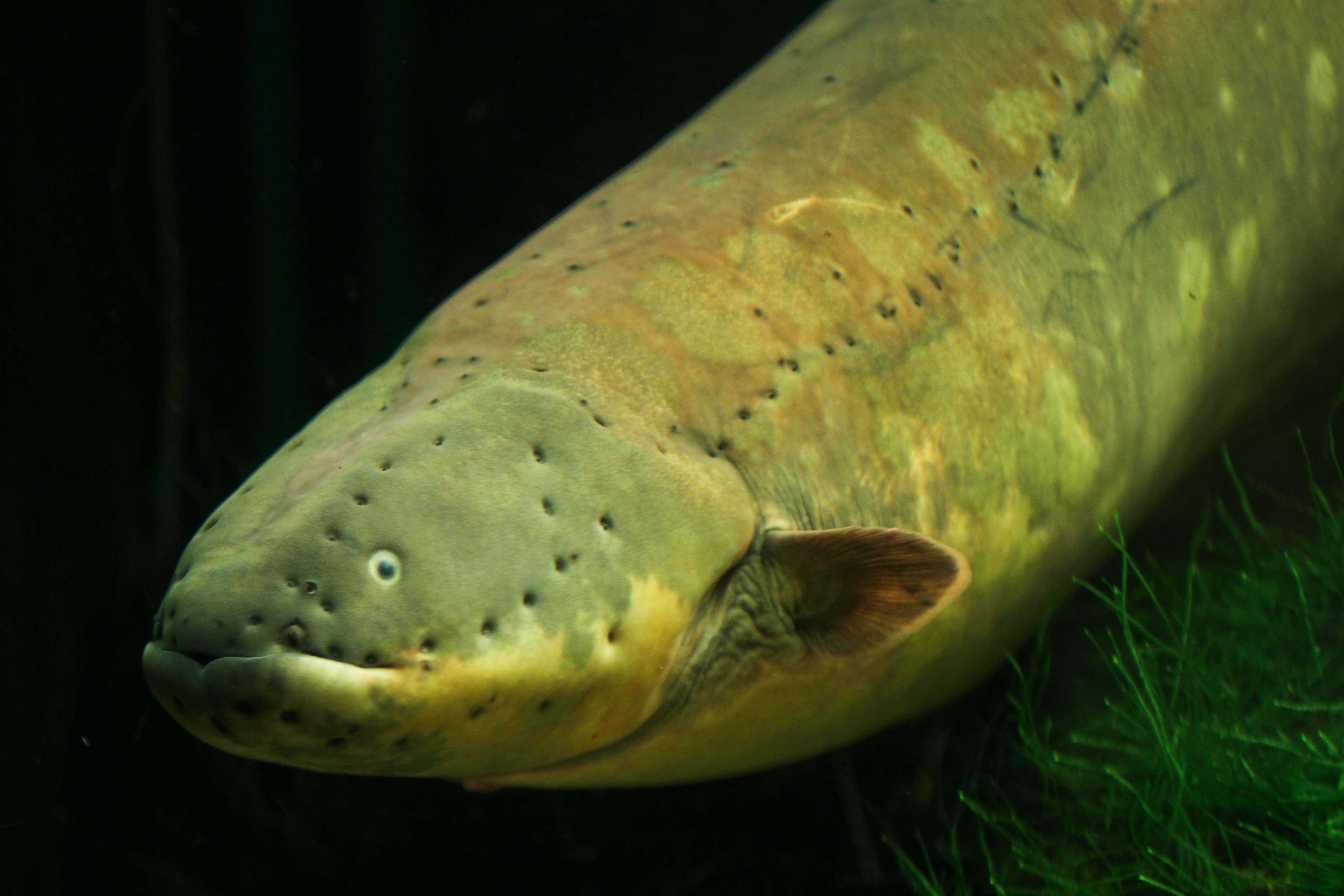
Electrophorus electricus (Gymnotiformes)
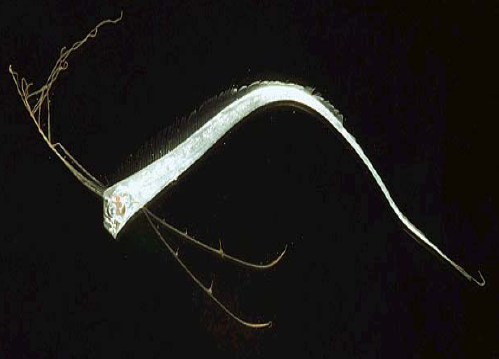
Regalecus glesne (Lampriformes)
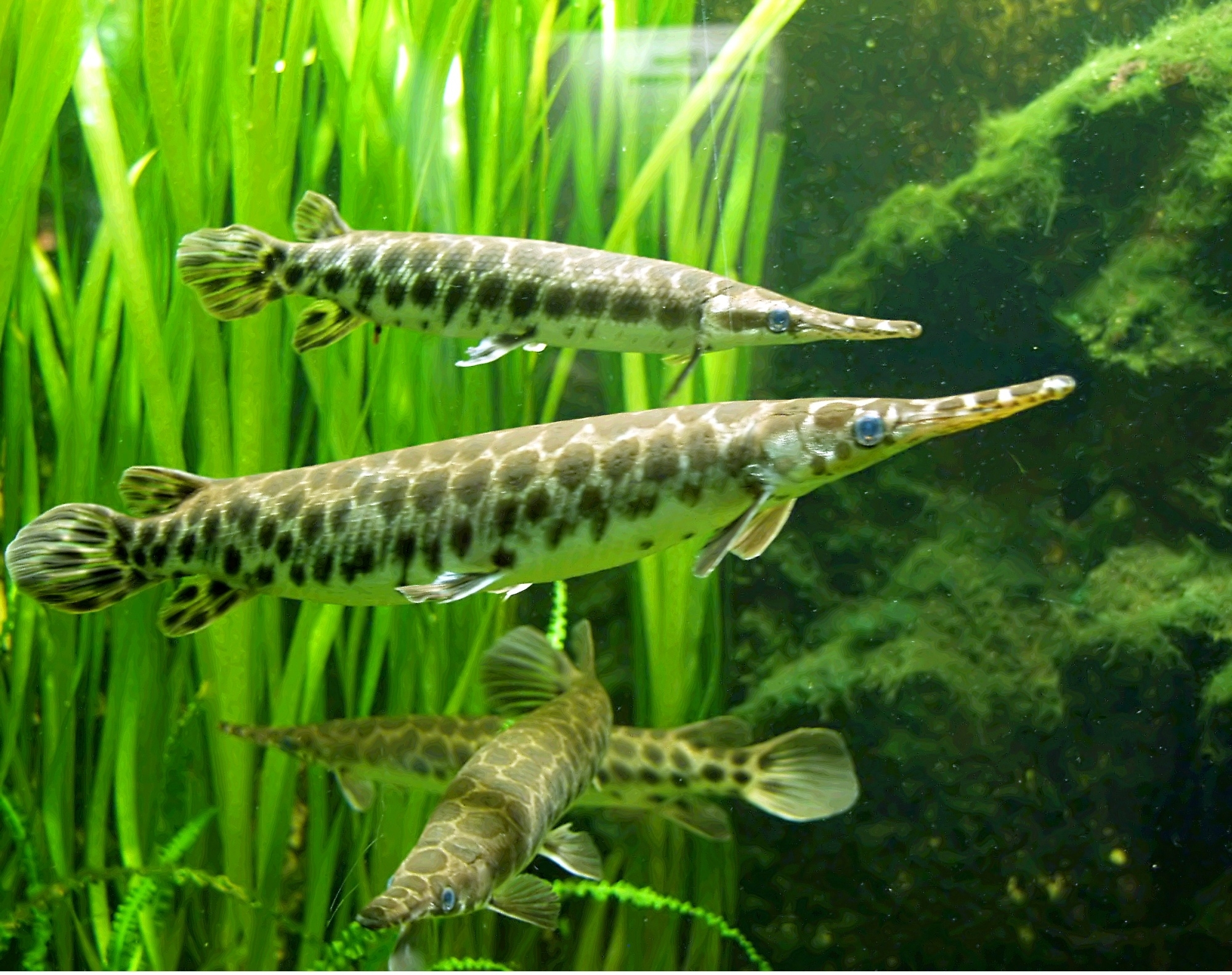
Lepisosteus oculatus (Lepisosteiformes)
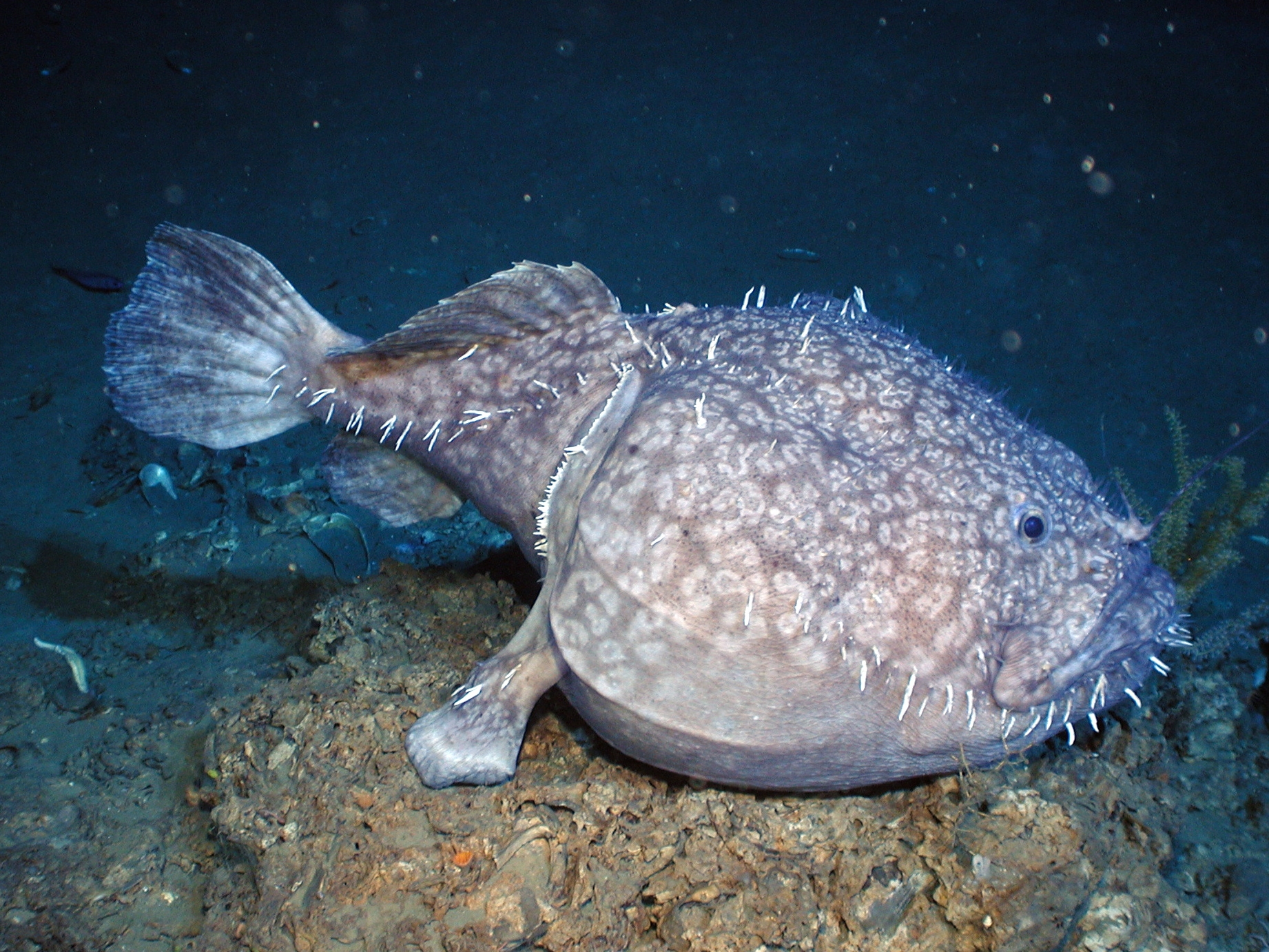
Sladenia shaefersi (Lophiiformes)
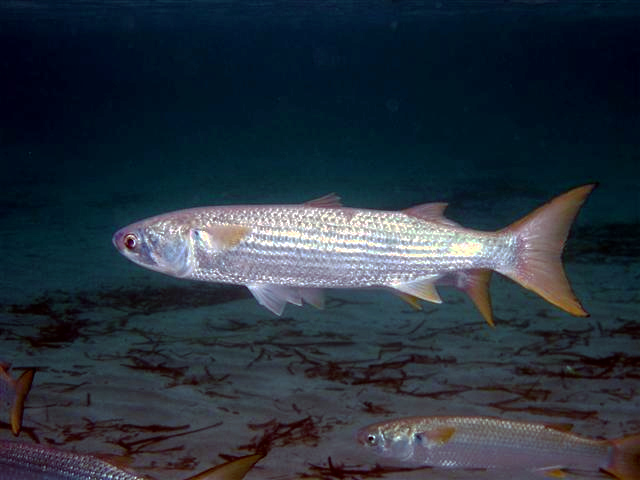
Mugil cephalus (Mugiliformes)
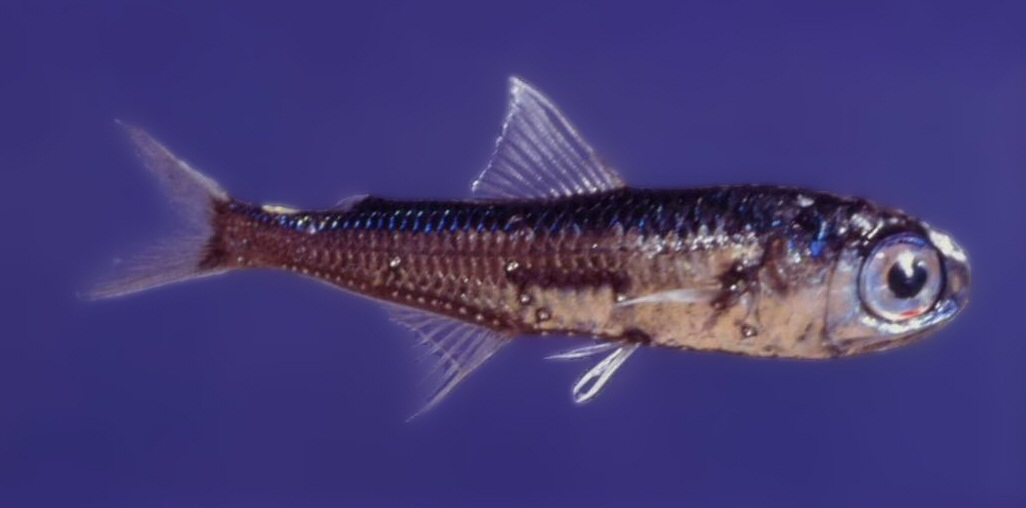
Myctophum punctatum (Myctophiformes)
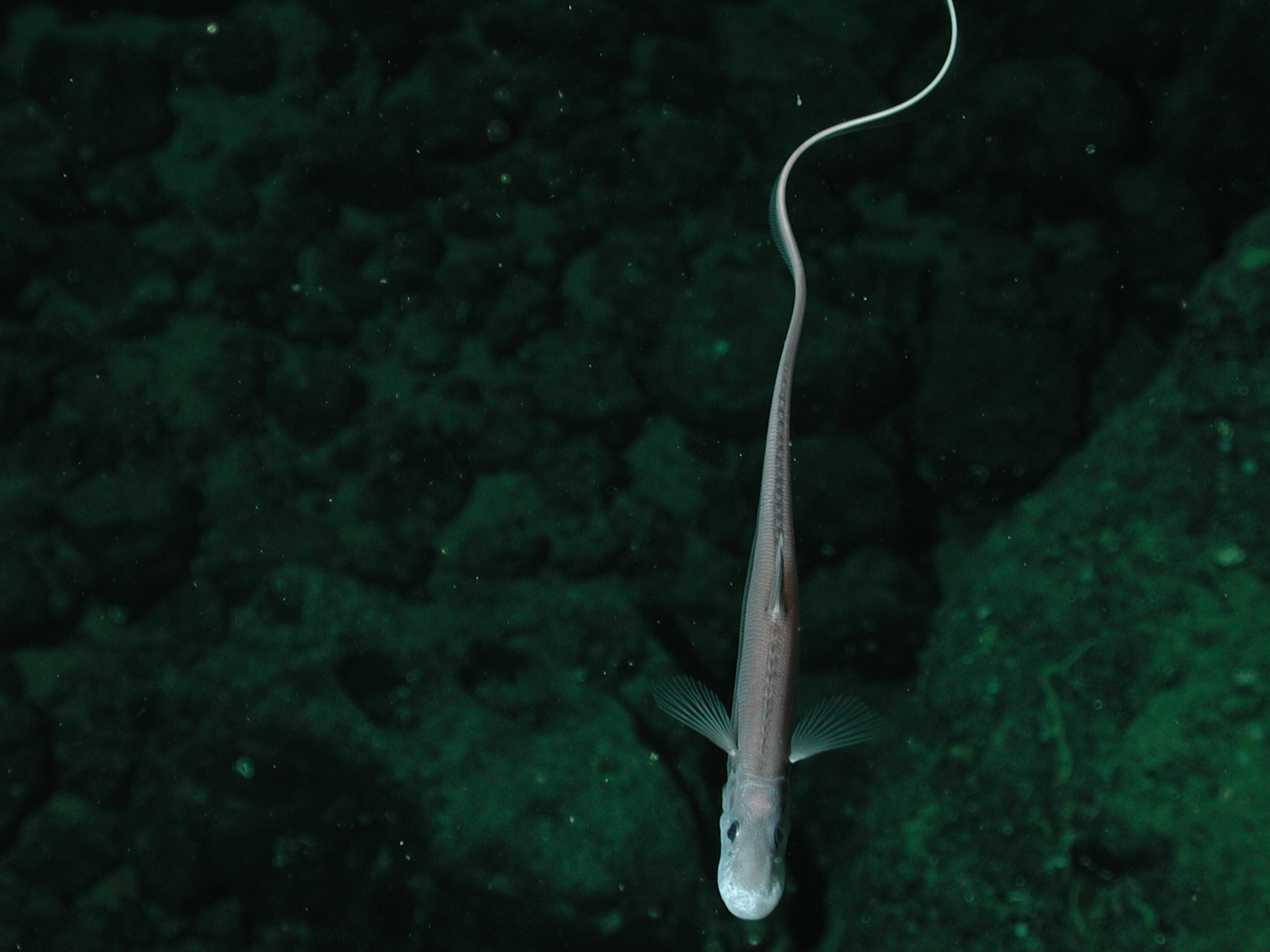
Aldrovandia sp. (Notacanthiformes)
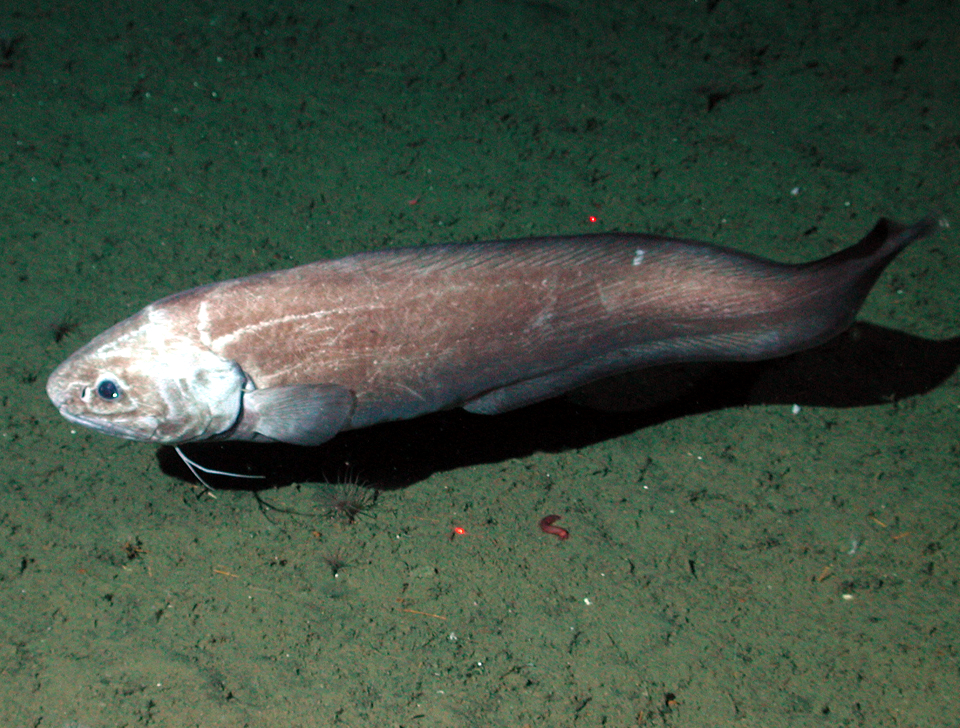
Spectrunculus grandis (Ophidiiformes)
Hypomesus nipponensis (Osmeriformes)
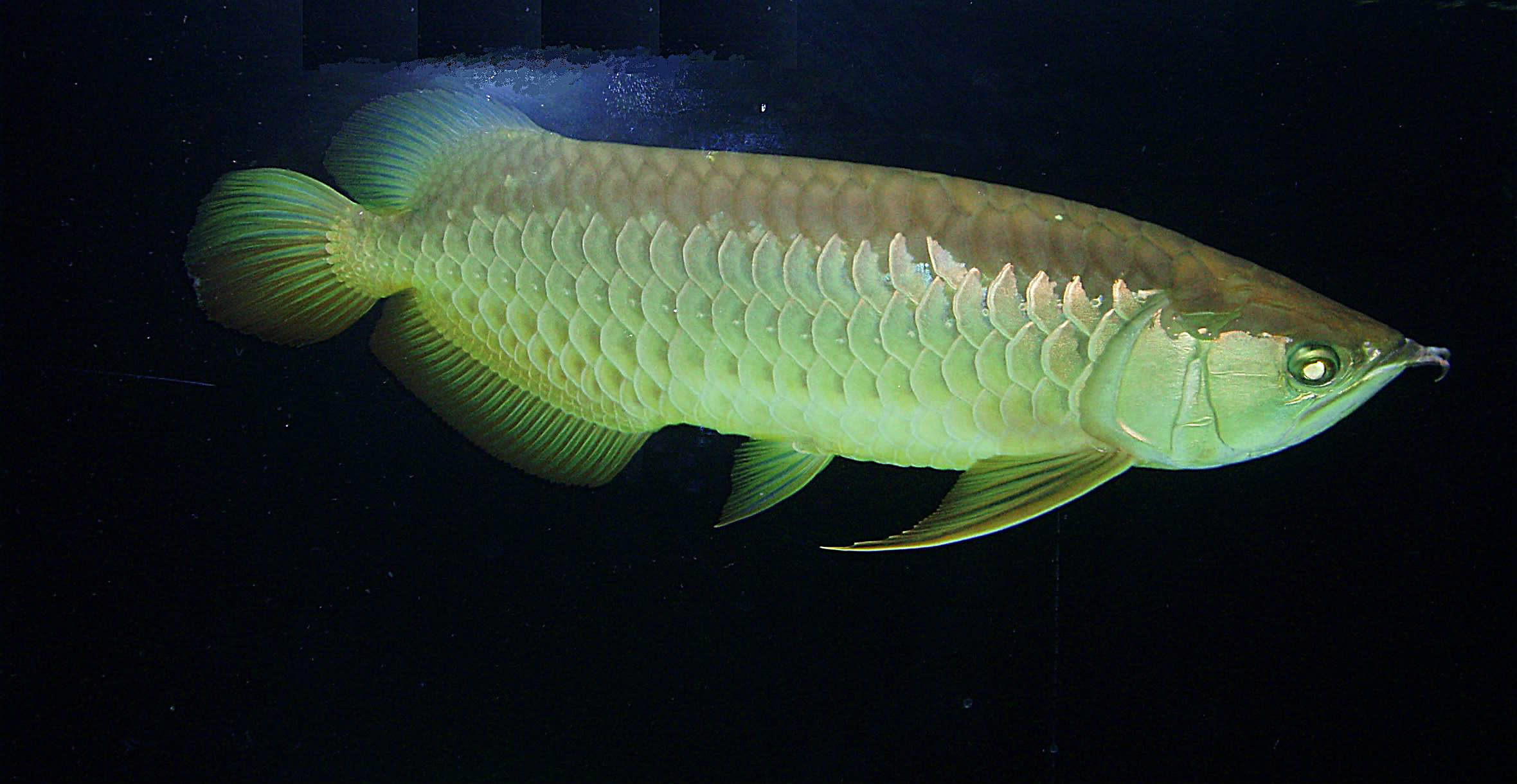
Scleropages formosus (Osteoglossiformes)
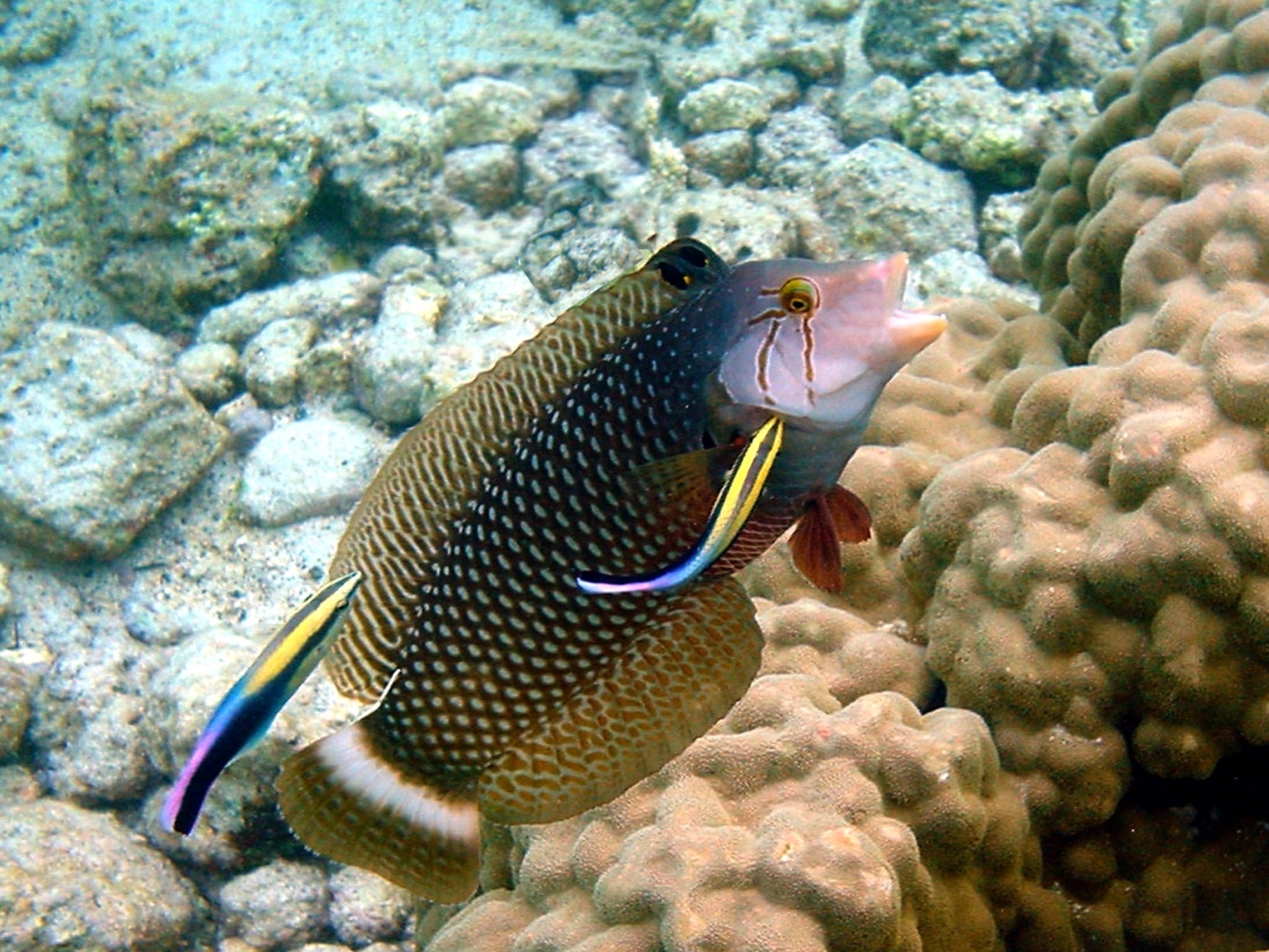
Novaculichthys taeniourus et Labroides phthirophagus, divers Perciformes
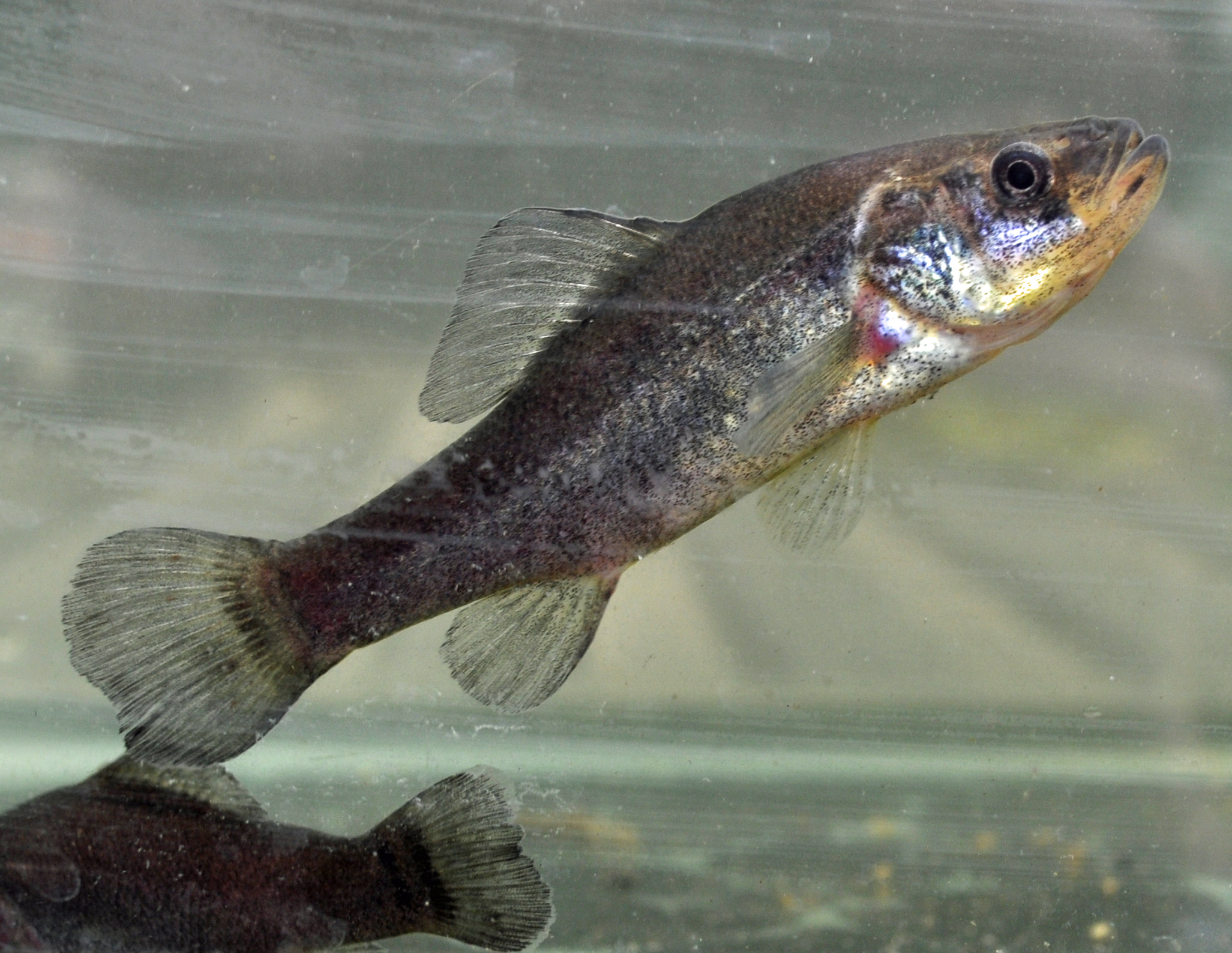
Aphredoderus sayanus (Percopsiformes)
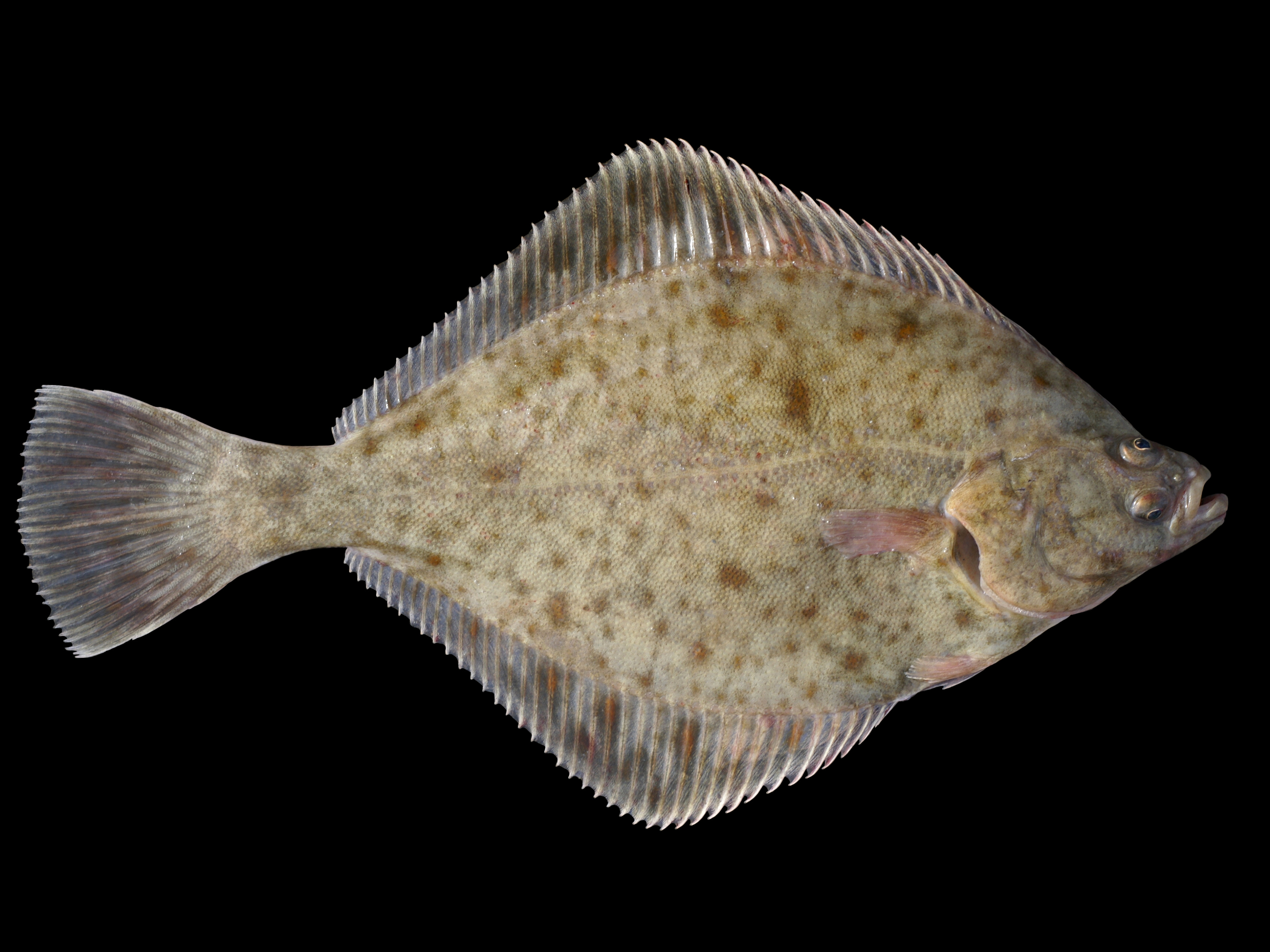
Platichthys flesus (Pleuronectiformes)
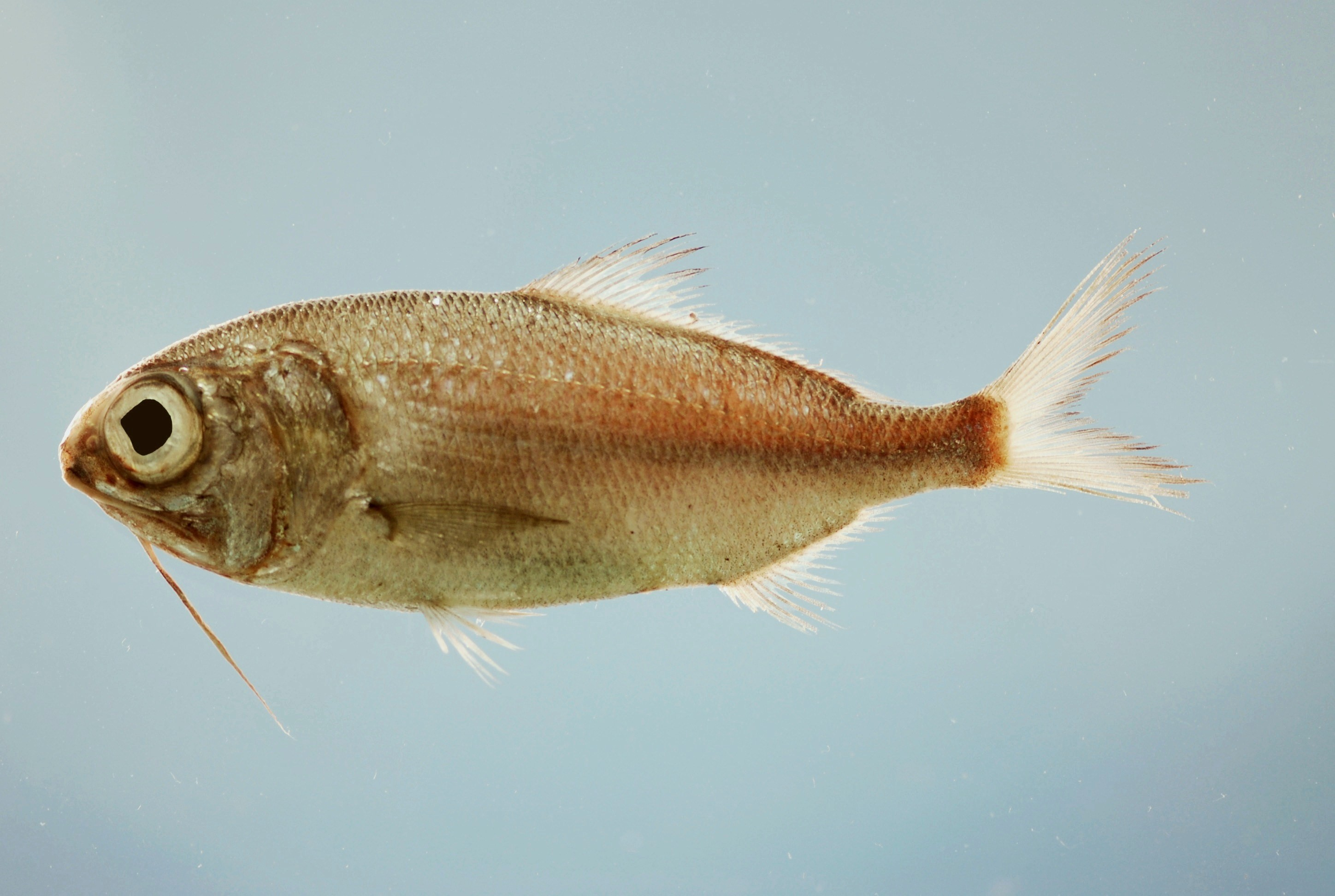
Polymixia lowei (Polymixiiformes)
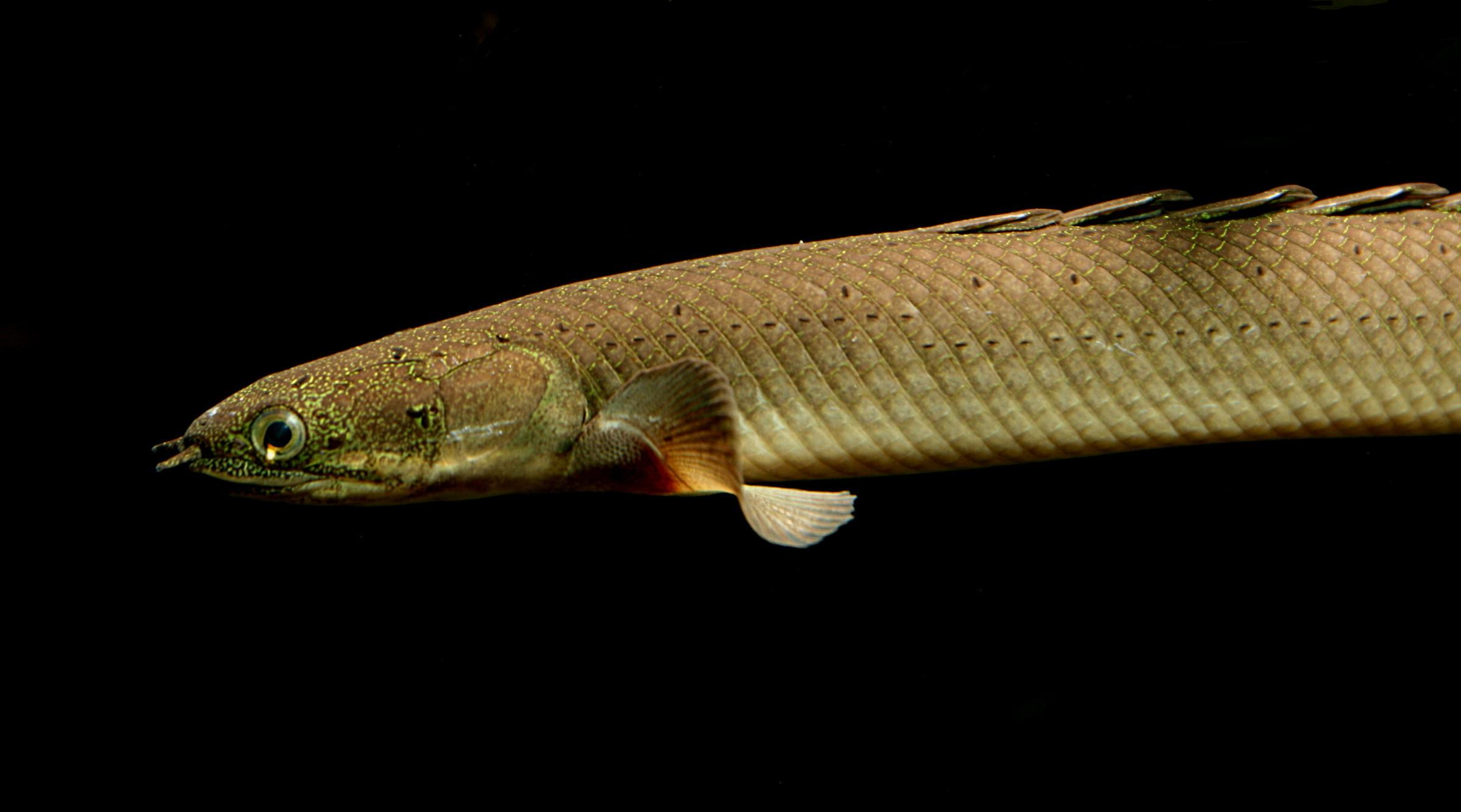
Polyterus senegalus (Saccopharyngiformes)
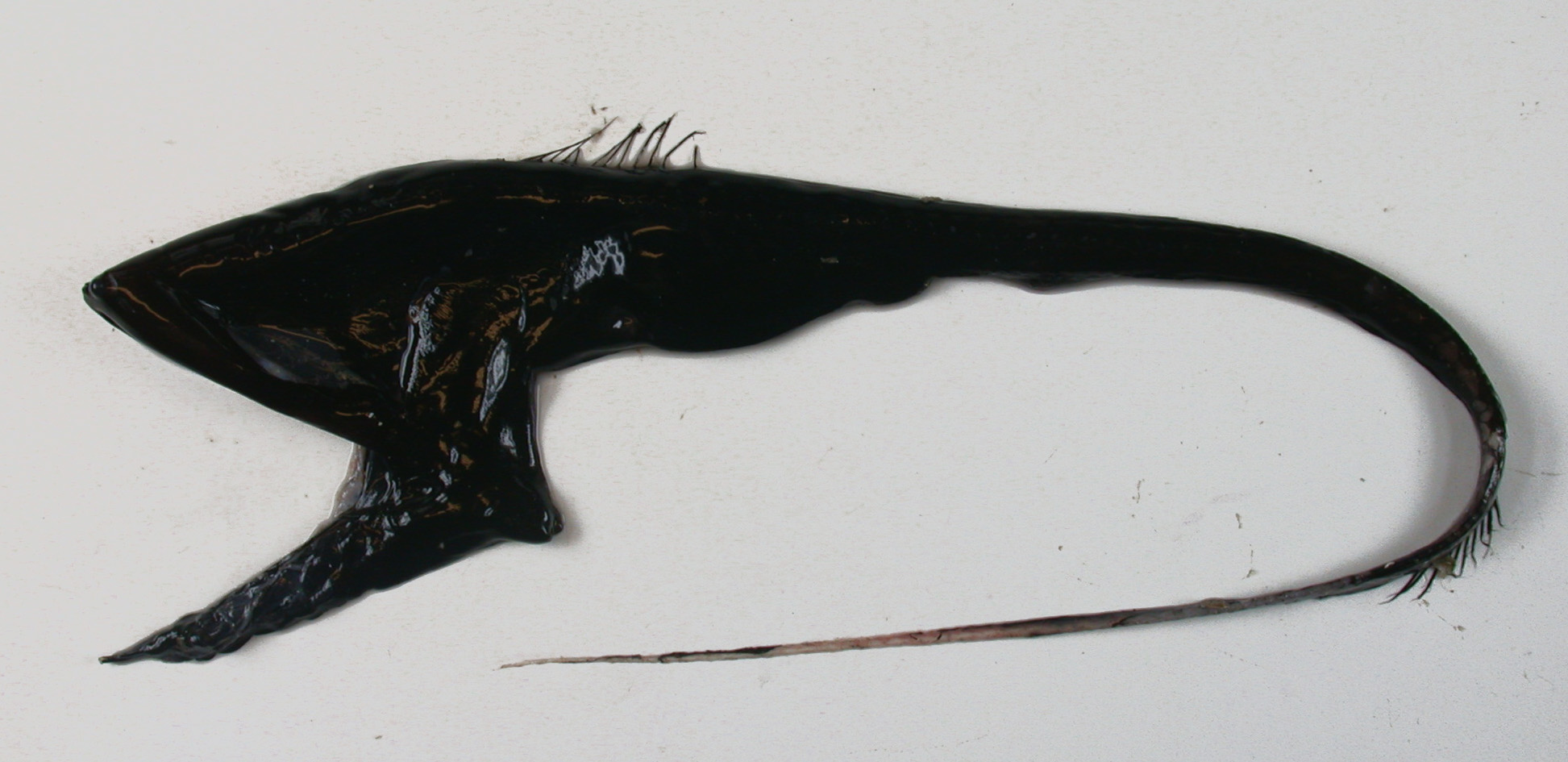
Eurypharynx pelecanoides (Saccopharyngiformes)
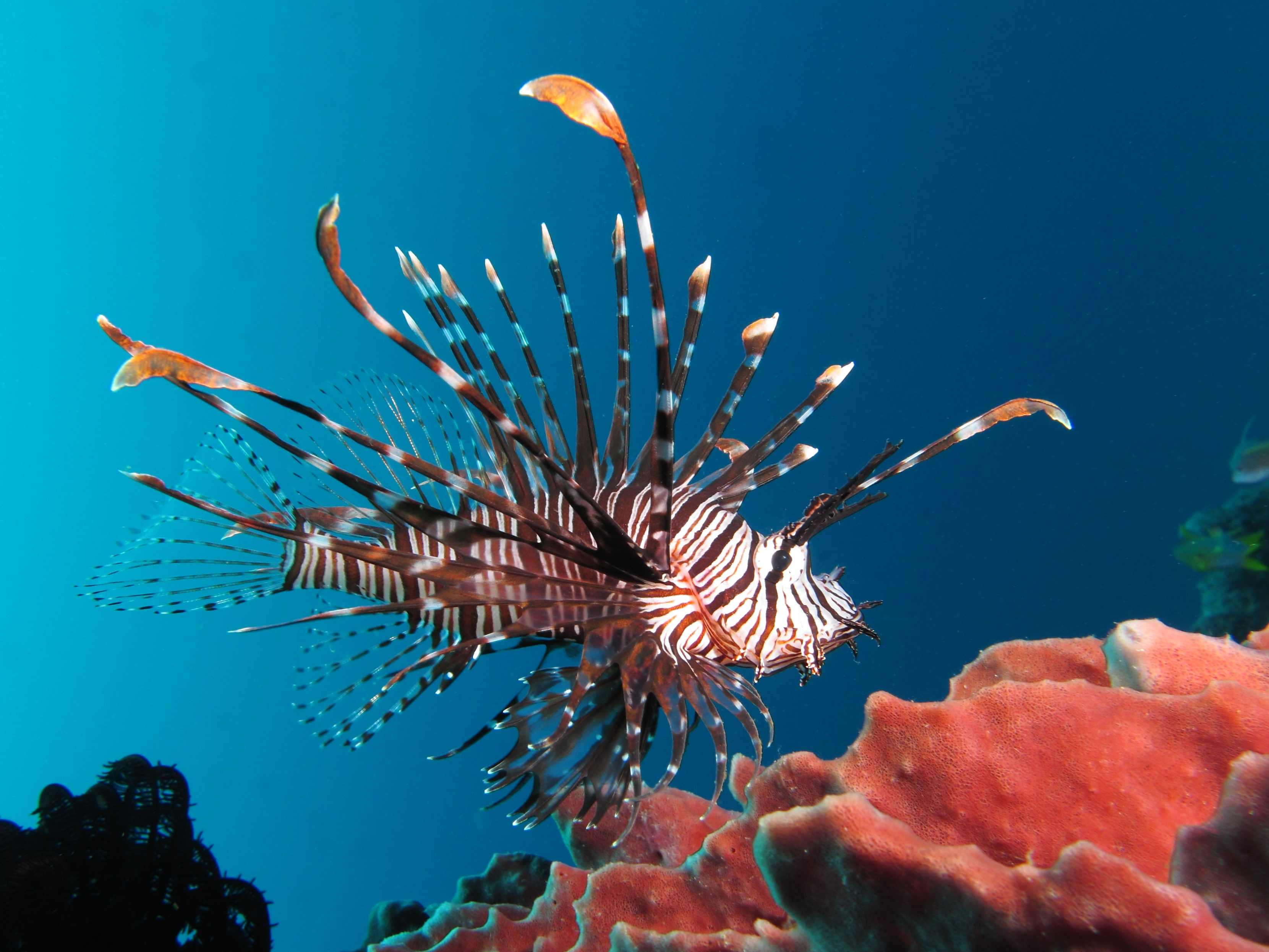
Pterois volitans (Scorpaeniformes)
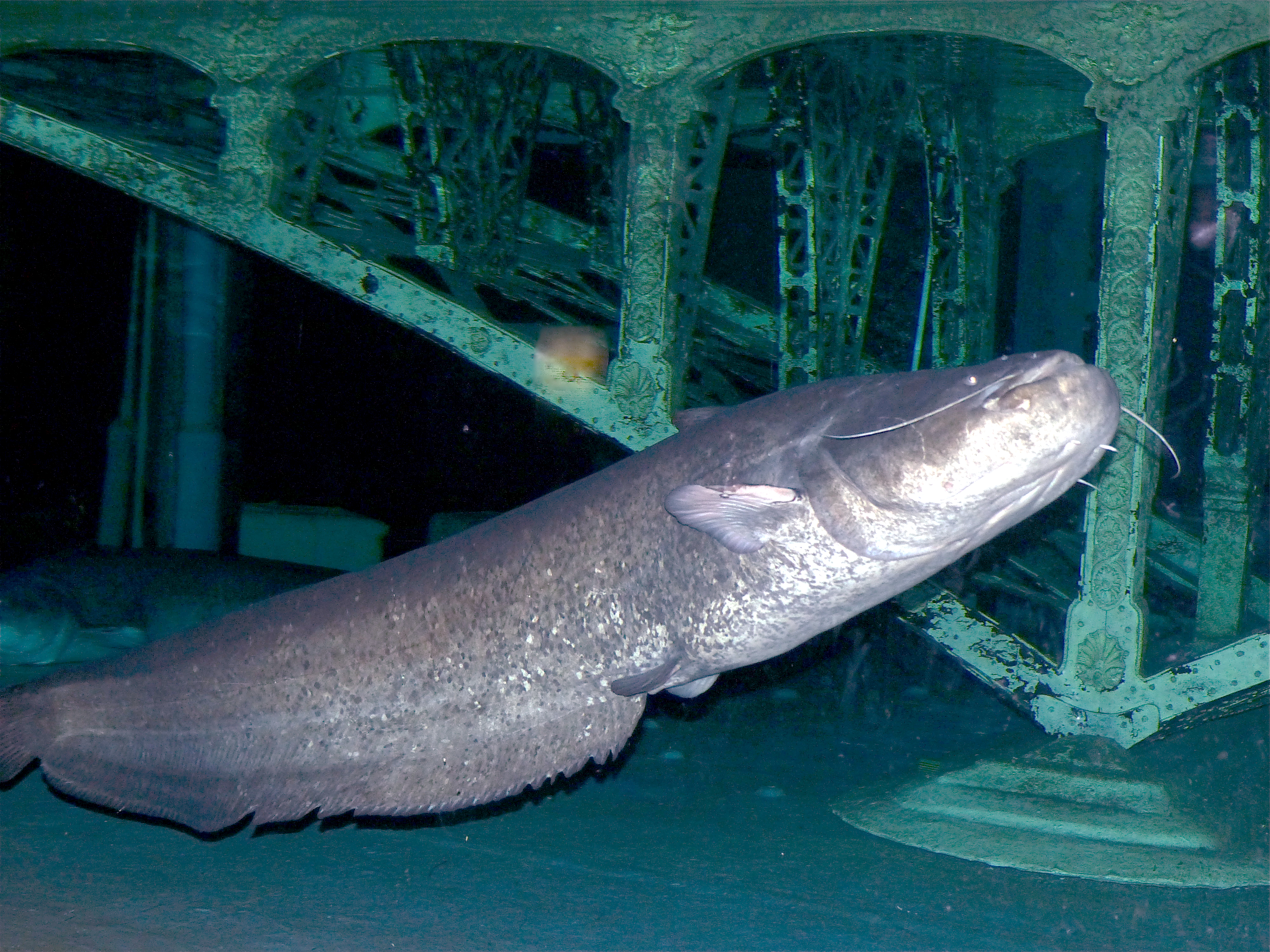
Silurus glanis (Siluriformes)
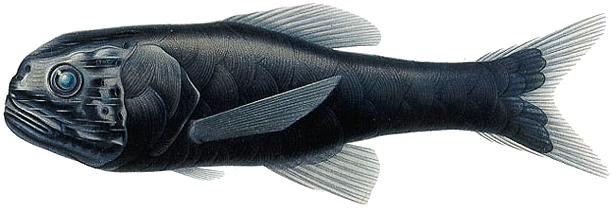
Scopelogadus mizolepis (Stephanoberyciformes)
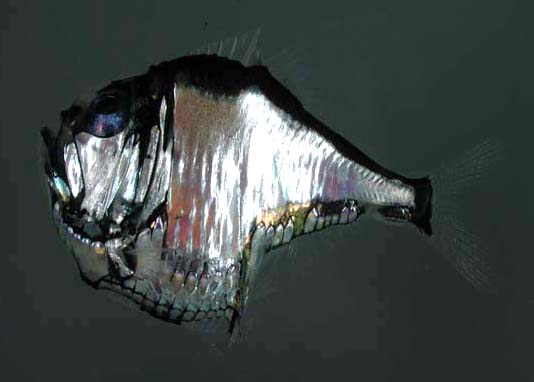
Argyropelecus aculeatus (Stomiiformes)
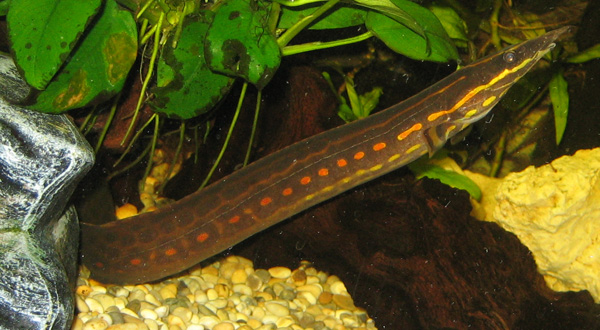
Mastacembelus erythrotaenia (Synbranchiformes)
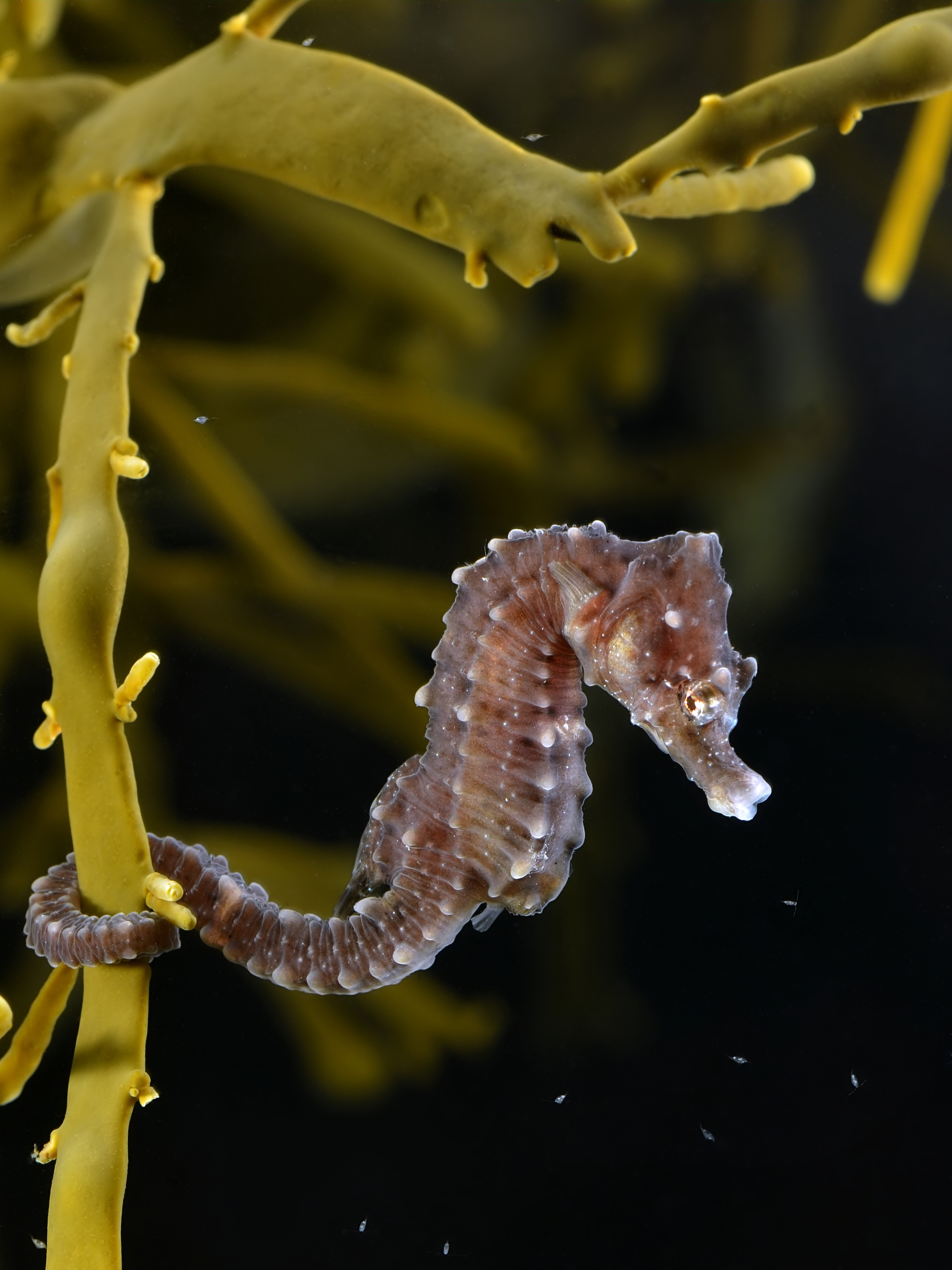
Hippocampus hippocampus (Syngnathiformes)
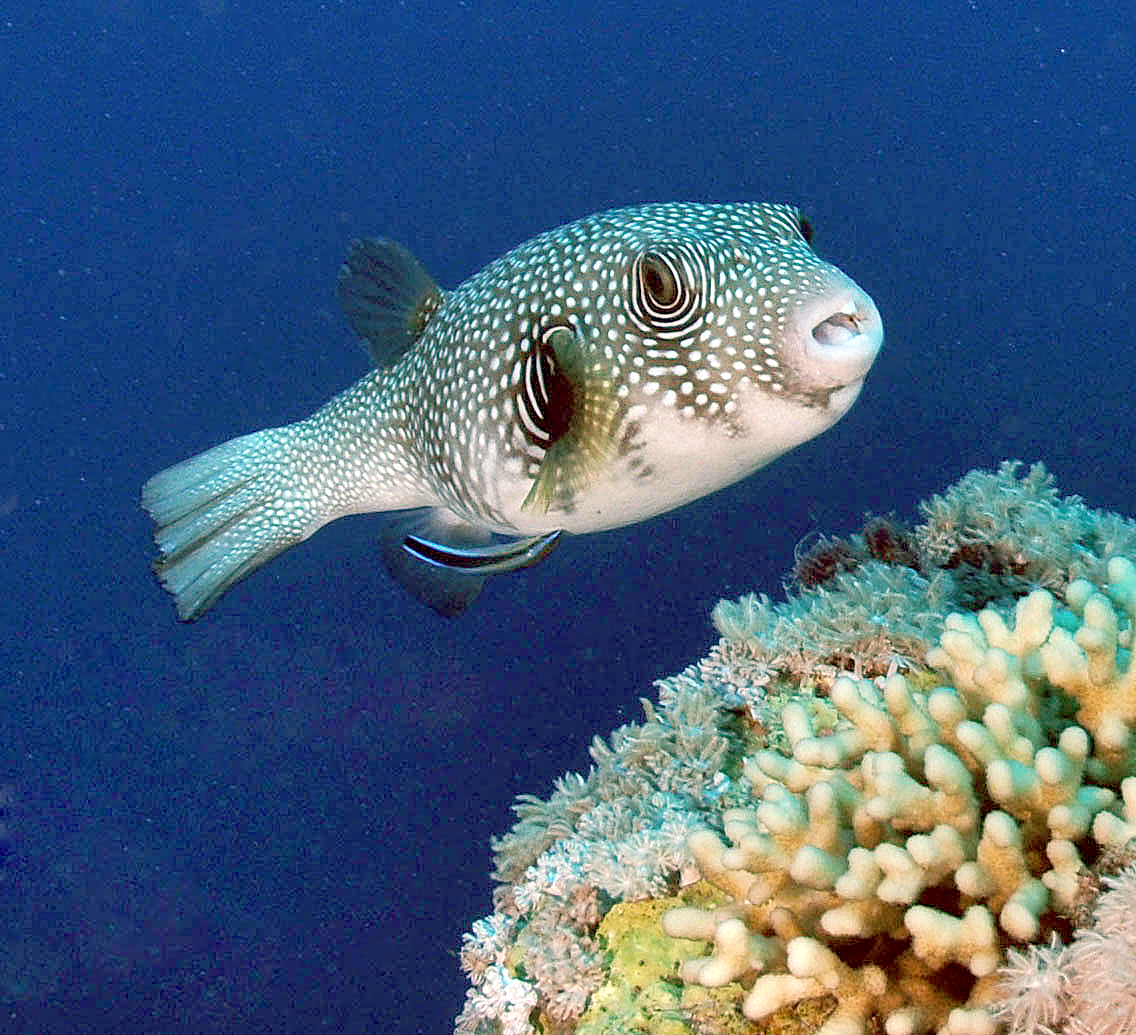
Arothron hispidus (Tetraodontiformes)
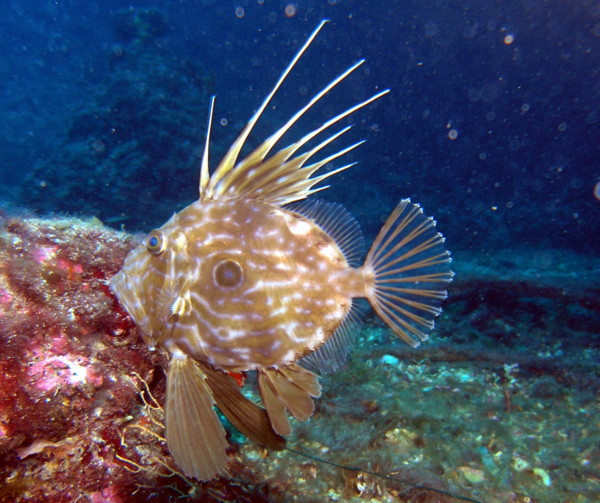
Zeus faber (Zeiformes)